# Castroreale
Castroreale (Castru in siciliano) è un comune italiano di 2 267 abitanti della città metropolitana di Messina in Sicilia.
La cittadina fa parte del circuito dei borghi più belli d'Italia.

## Geografia fisica
Il centro abitato principale del comune, Castroreale, sorge sul colle Torace, un rilievo dei monti Peloritani nord-occidentali ai cui piedi, presso le sponde del torrente Longano, Gerone II re di Siracusa nel 265 a.C. sconfisse i Mamertini.
Il tessuto urbano è d'impronta medievale con strade e viuzze strette e ripide, lastricate con una caratteristica pavimentazione in pietra (jacatu nel dialetto locale), che si aprono su piazze-belvedere dalle quali si può godere dei molteplici panorami che si dispiegano tutt'intorno al paese.

## Storia
Via Valeria strada consolaria romana 
 costruita dopo il 202 a.C., collegava:
- Messana (odierna Messina)
- Lilibeo (odierna Marsala)

Le trazzere e strade regie in epoca bizantino-normanna congiungevano Palermo con Messina e si distinguevano in:
- Via per le Montagne
- Via per le Marine

Entrambi gli itinerari costituivano i collegamenti lungo la costa tirrenica.
Direttrici affiancate e/o coincidenti in epoche successive con tratti della primitiva strada consolare.
Il successivo frazionamento del territorio già appartenente al teniménto, vallo, castellania e capitania, comarca, distretto, circondario, in qualità di città demaniale, casale, feudo, città regia, sottointendenza non esclude, cancella o trascura gli insediamenti preistorici, le rovine, le vestigia, i resti d'epoca greco - romana, bizantina, araba, sedimentate nei secoli nel comprensorio, peculiarità storico - artistico - monumentali transitate nelle nuove entità amministrative di recente costituzione.

### Epoca normanno - sveva
Un centro denominato Cristina o Crizzina risalente al periodo normanno-svevo costituì l'insediamento originario del centro. I territori ricadevano nella primitiva definizione del Vallo di Milazzo.
Le prime notizie storiche certe si rinvengono in un diploma datato 1324 con cui il re di Sicilia Federico III d'Aragona ordina la ricostruzione di un (preesistente) castello.
L'abitato che si sviluppò intorno al fortilizio venne rinominato Castro (dal latino castrum= castello, fortezza) e in seguito Castroreale (perché residenza preferita del re Federico III d'Aragona) e rimase sempre città demaniale accrescendo nel corso dei secoli la propria importanza, prosperità economica ed estensione territoriale grazie anche alla posizione strategica che rivestiva sia nel sistema di fortificazioni poste sul versante tirrenico a difesa della Piana di Milazzo che nel sistema dei collegamenti con i centri fortificati del litorale ionico, tramite i percorsi interni alla catena dei Peloritani.

### Epoca aragonese

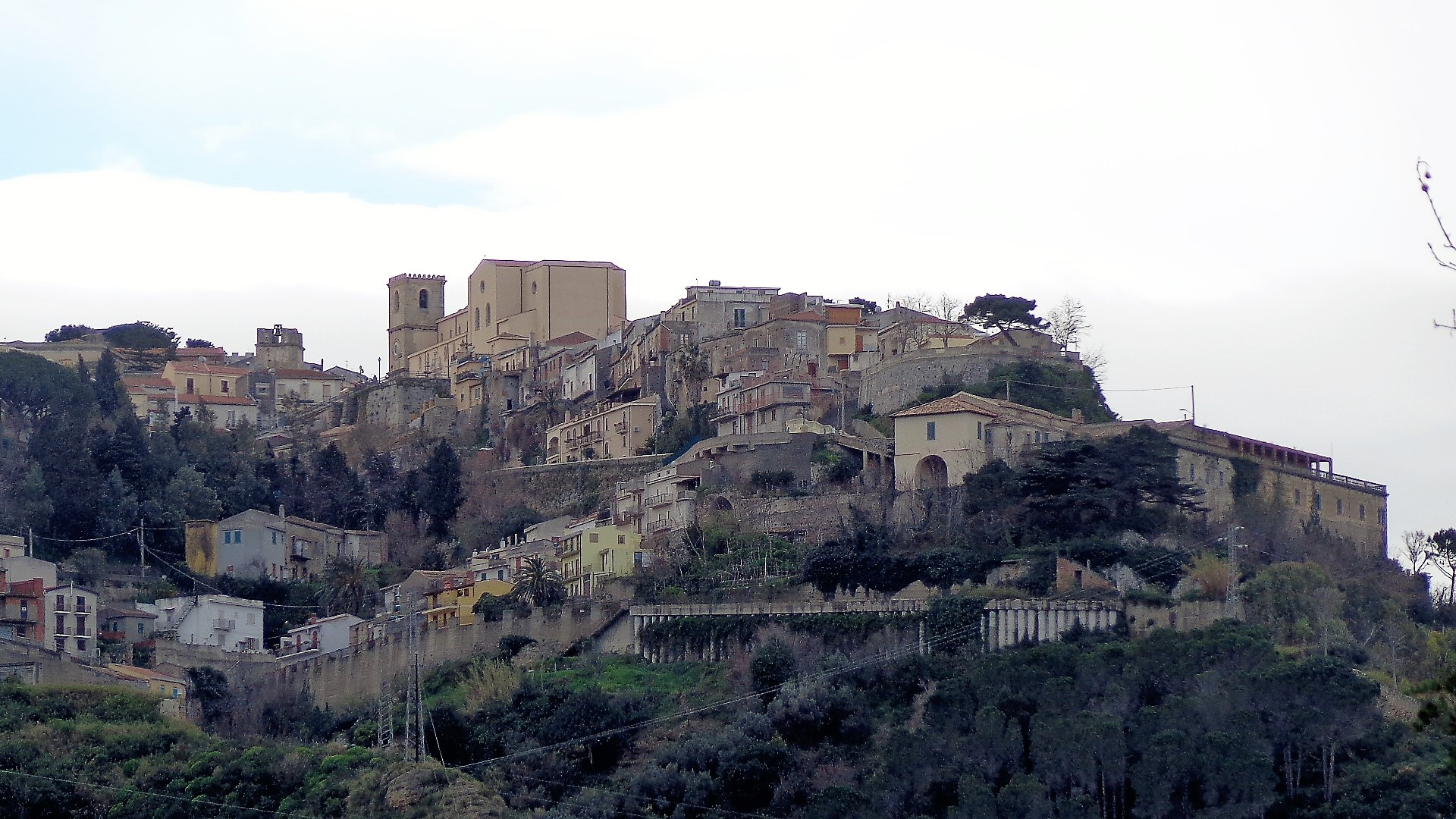
Veduta dalla provinciale

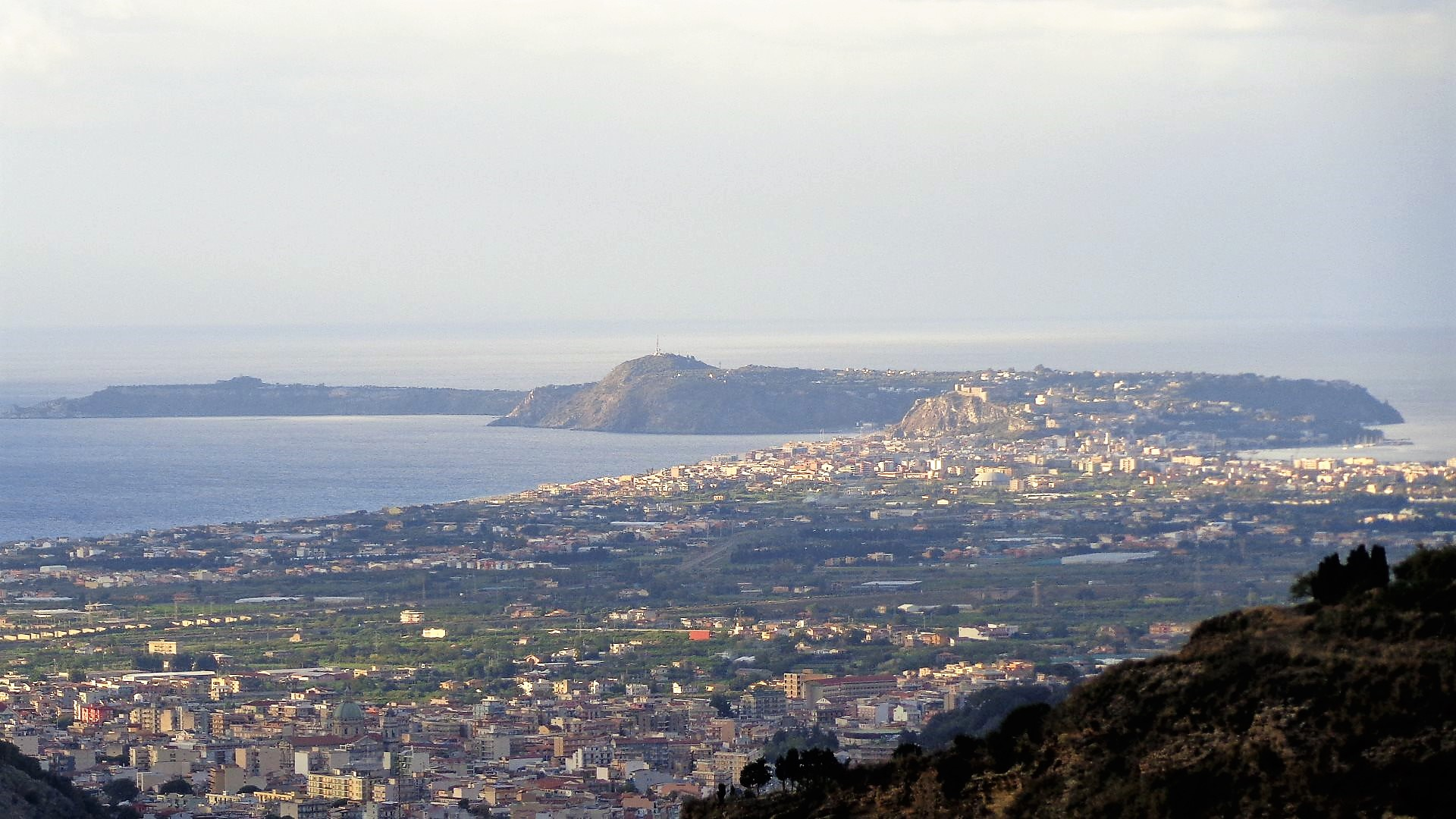
Panorama a tramontana.

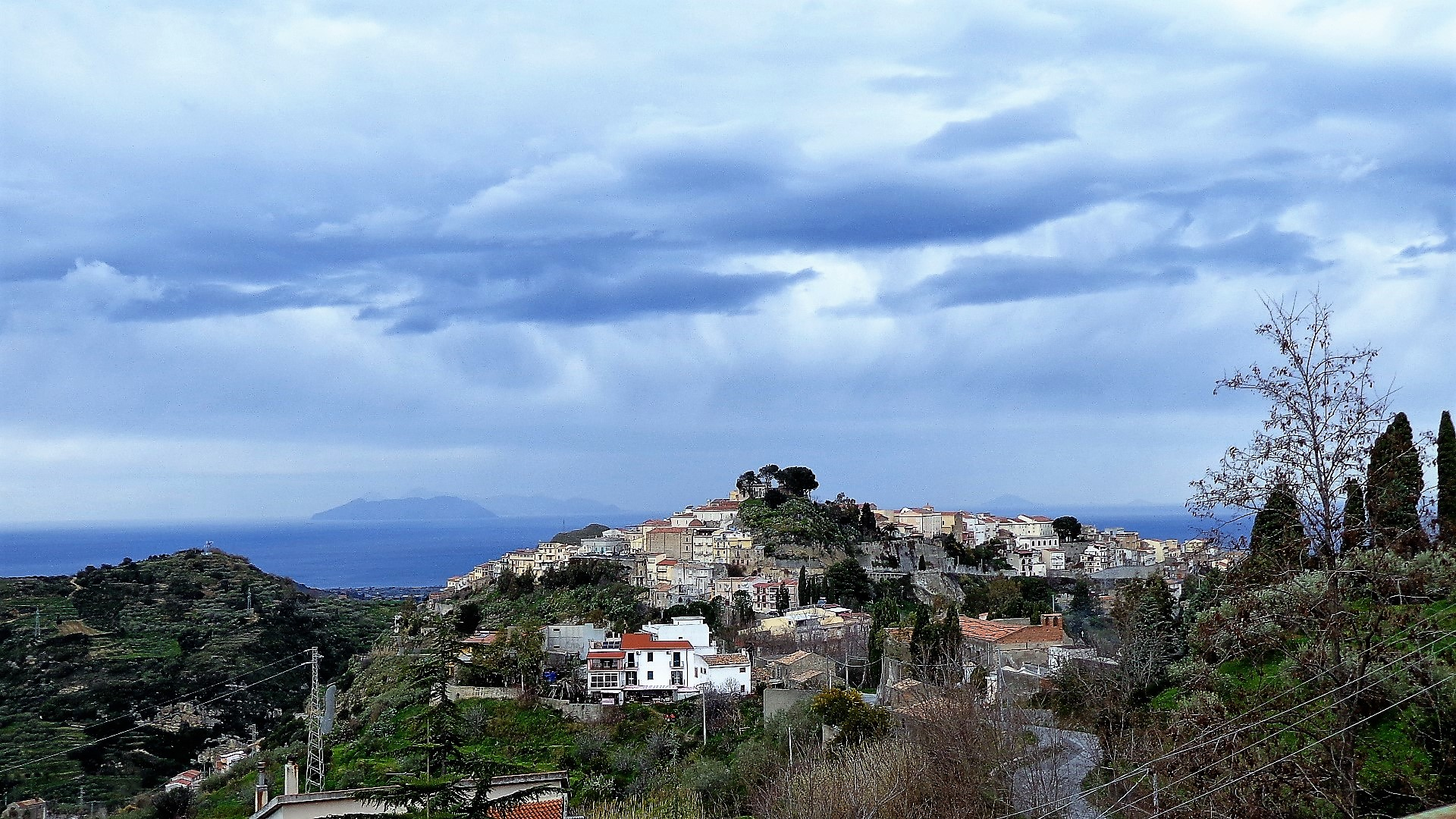
Panorama nord occidentale.

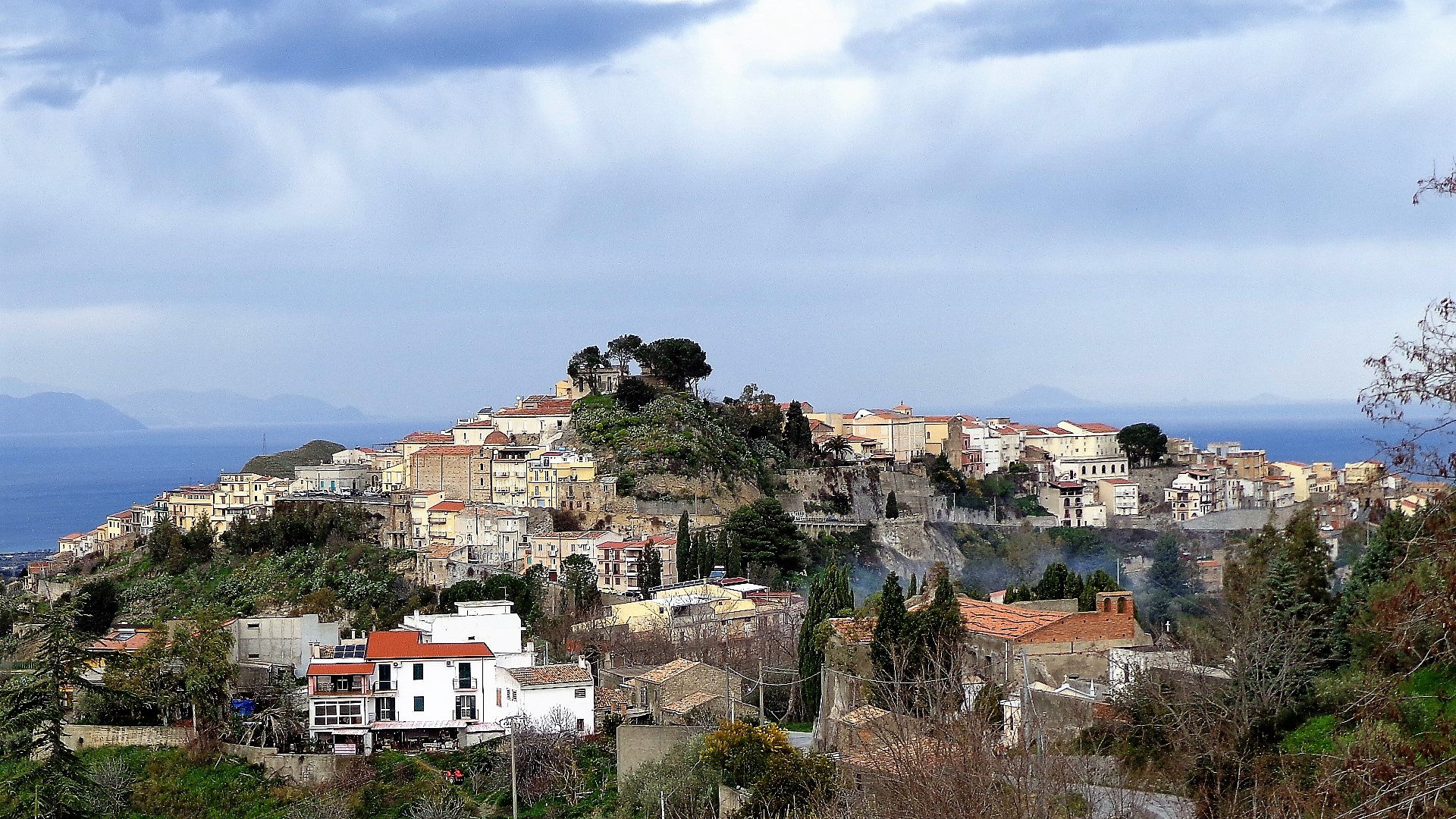
La Torre e il centro.

Per matrimoni combinati dettati da logiche dinastiche Federico III d'Aragona è pronipote di Federico II d'Hohenstaufen per ramo materno (quest'ultimo è pronipote di Ruggero I d'Altavilla tramite la madre Costanza d'Altavilla). A onta dei legami e vincoli di parentela tra esponenti di case regnanti i toni nell'annosa disputa tra fazione latina e catalana che caratterizzano i Vespri Siciliani, assumono caratteri aspri. A fomentare e complicare lo scenario il casato di ceppo latino degli Angioini che perora la causa nella prosecuzione dinastica dopo gli Altavilla e Hohenstaufen.
I componenti di Casa d'Aragona, invisi alla potentissima famiglia Chiaramonte, sono costretti a dimorare nelle fedeli roccaforti di Messina e Catania, e governare con sessioni itineranti del Parlamento Siciliano tenute anche a Siracusa (1233, 1322, 1398), Milazzo (1295), Randazzo (1366), Castronovo (1391), Taormina (1410), Caltagirone (1458), Cefalù (1774). In questo tumultuoso contesto, grazie alla posizione geografica e al sistema viario di cui è dotata, Castroreale funge da crocevia, cerniera fra la pianura, le coste tirreniche, e l'ampia area etnea a mezzogiorno, offrendo itinerari alternativi per le comunicazioni tra centri nevralgici del Regno.
In ambito peloritano le baruffe tra contendenti degenerarono in guerra civile grazie anche alle posizioni altalenanti di personalità che parteggiavano e tramavano ora per l'una, ora per l'altra fazione. Negli anni successivi re Ludovico di Sicilia inviò l'esercito regio contro i Chiaramonte, sfidandoli sulla piana di Milazzo. Solo nel 1350 si arrivò a un compromesso di pace. Dal 1352 con l'assedio cittadino attuato da Enrico III Rosso, ammiraglio ribellatosi alla corona, la situazione cominciò a vacillare. Il breve regno di Ludovico culminò con la morte del sovrano causa epidemia di peste nera. Le sorti della castellania e capitania di Castroreale furono rette dalla vicaria abadessa Eufemia d'Aragona, reggente del Regno a favore del fratello Federico IV di Sicilia.
Le tensioni tra Chiaramonte, Palizzi e Aragona, Alagona, si allentarono solo con l'uccisione e morte del filo angioino Nicolò Cesareo, e con esse si concluse la temporanea egemonia di Milazzo sugli altri centri del Vallo (Monforte, Santa Lucia), la castellania di Castroreale fu affidata a Vinciguerra d'Aragona.
Per l'impegno profuso alla causa aragonese la città fu insignita del titolo di Fedelissima. Il rappresentante cittadino occupa il 37º posto nel Parlamento siciliano.
Causa epidemia di peste nel 1411 fallisce la sessione del Parlamento siciliano indetta dalla vicaria Bianca di Navarra, vedova di Martino I di Sicilia, per la successione al trono, evento poi dirottato a Taormina. Nel 1435 Alfonso V d'Aragona il Magnanimo visita la cittadina per ricambiare la generosità per l'aiuto ricevuto, consistente nell'invio di contingenti armati intervenuti per osteggiare l'assedio di Tropea e nell'attacco all'Isola delle Gerbe. Per l'occasione il sovrano concede il permesso per la realizzazione della «Fiera di Santa Maria Maddalena». Gli eventi si inseriscono nel piano di contrasto delle scorrerie corsare e pirate che imperversano nell'antistante specchio del Tirreno.
All'economia del centro contribuì fino alla fine del XV secolo un'attiva e numerosa comunità ebraica della cui sinagoga, ampliata nel 1487, resta solo un arco moresco collocato oggi alle spalle del Monte di Pietà. La cittadina annoverava una folta comunità ebraica, documentata nel 1382, ma già ampiamente attestata nel XIII secolo, gruppo sociale formato da cittadini operanti nella macellazione delle carni e conceria delle pelli, nel lavoro di tintori di tessuti e pellame, nel crescente sviluppo del settore agricolo e nell'esercizio della professione medica.
Nel periodo di transizione tra la Corona d'Aragona con gli esponenti dei Trastámara e la Casa d'Asburgo - Castiglia, diversi provvedimenti sanzionatori furono comminati dal papa Callisto III d'intesa con il sovrano Alfonso V d'Aragona, disposizioni volte a colpire le comunità ebraiche delle vicine cittadine di Taormina, Savoca. Le persecuzioni e le tragiche espulsioni della comunità dalla città e dall'isola avvennero a partire dal 18 giugno 1492 in ottemperanza dell'editto noto come Decreto dell'Alhambra emanato da Ferdinando il Cattolico e Isabella di Castiglia.
Le rappresentanze temporaneamente rifugiate nell'Italia meridionale, trovarono protezione sotto Ferdinando I di Napoli. Dal 31 marzo 1504 con Ferdinando III, re di Napoli, la condizione peggiorò. Il 23 novembre 1510 il sovrano emise un ulteriore atto di espulsione da tutta l'Italia del Sud evitabile solo con il pagamento di un consistente tributo. Nel maggio 1515 un altro atto costrinse anche gli ebrei convertiti al cristianesimo ad abbandonare il regno.

### Epoca spagnola

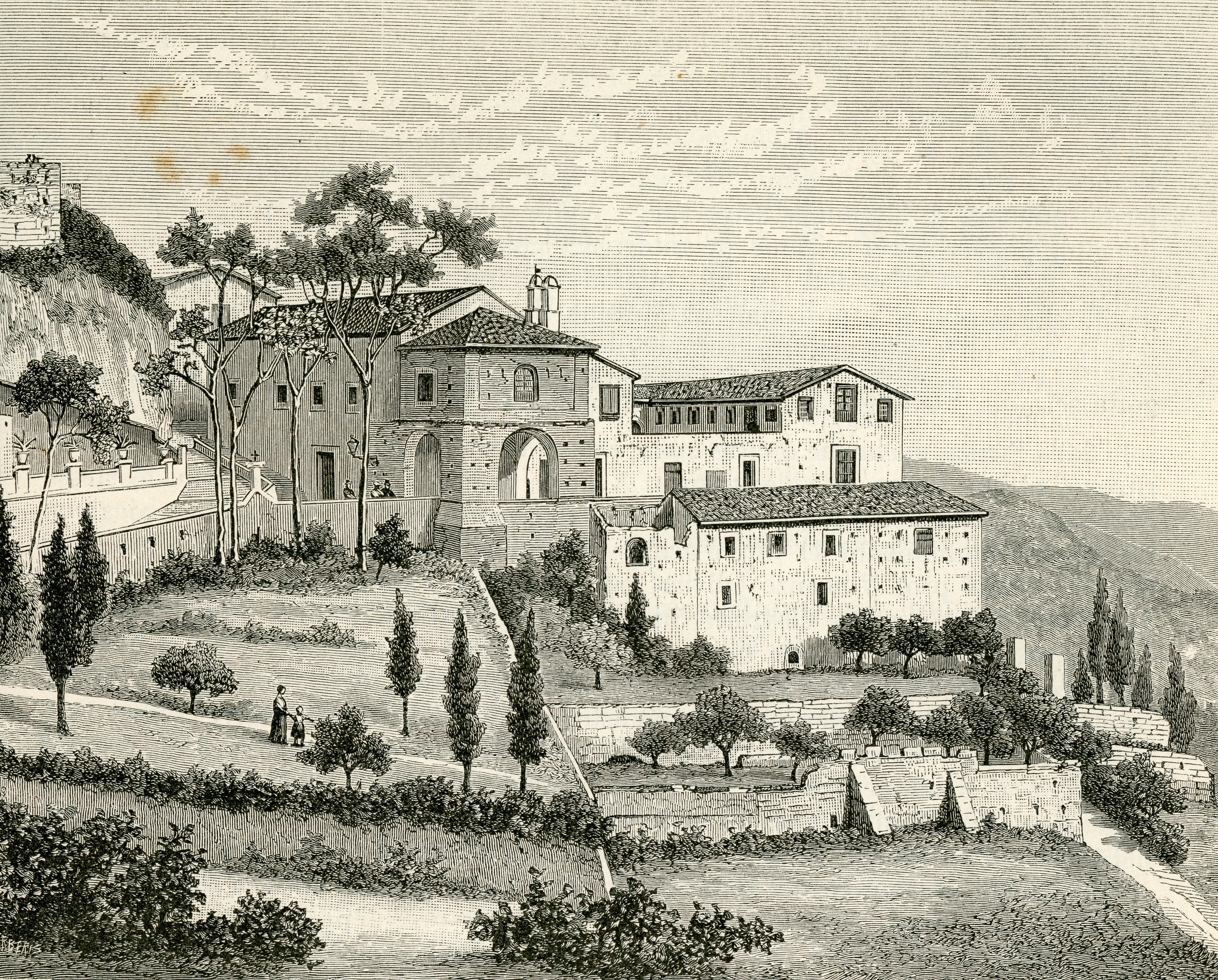
Convento dei Cappuccini.

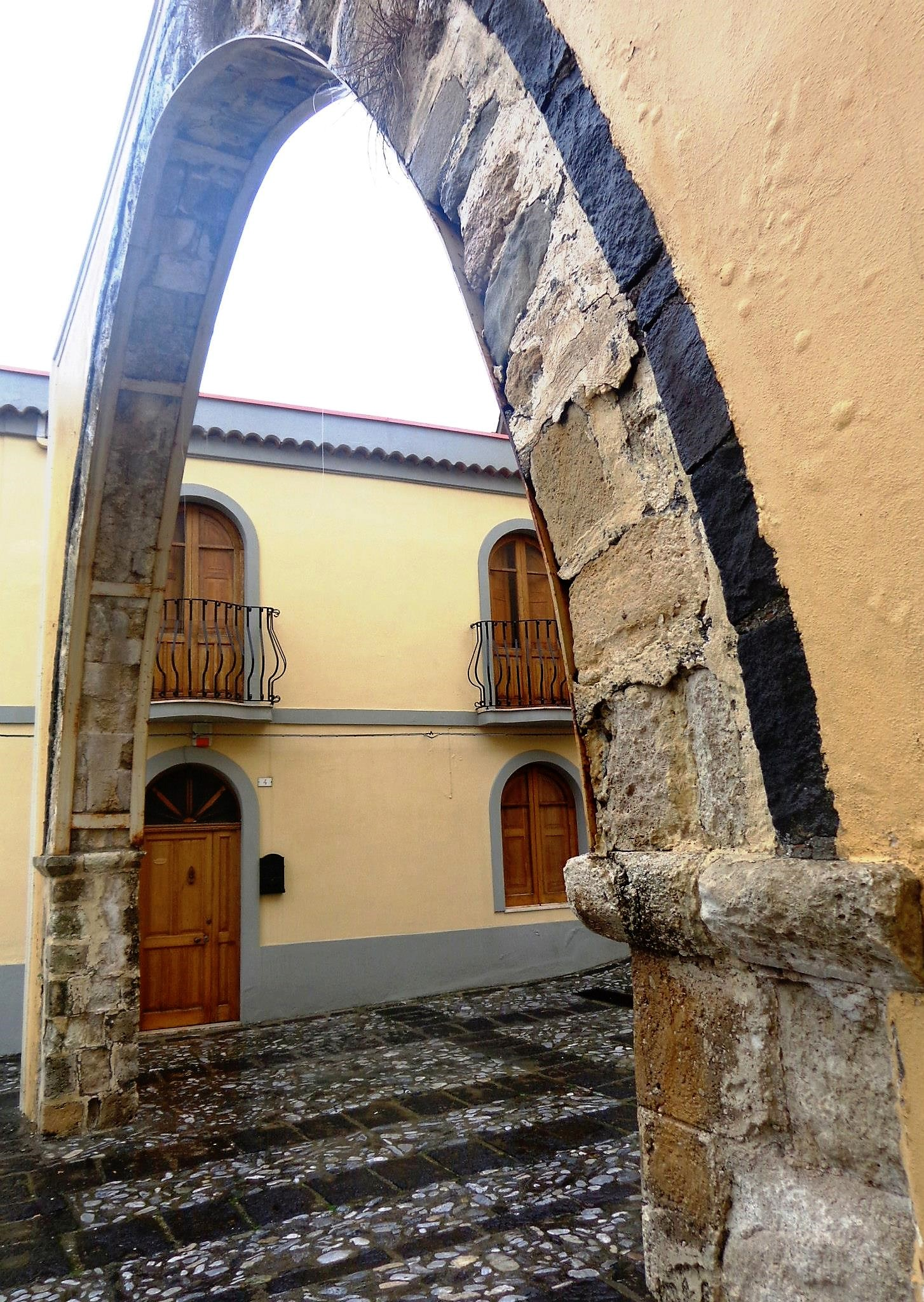
Arco sinagoga.

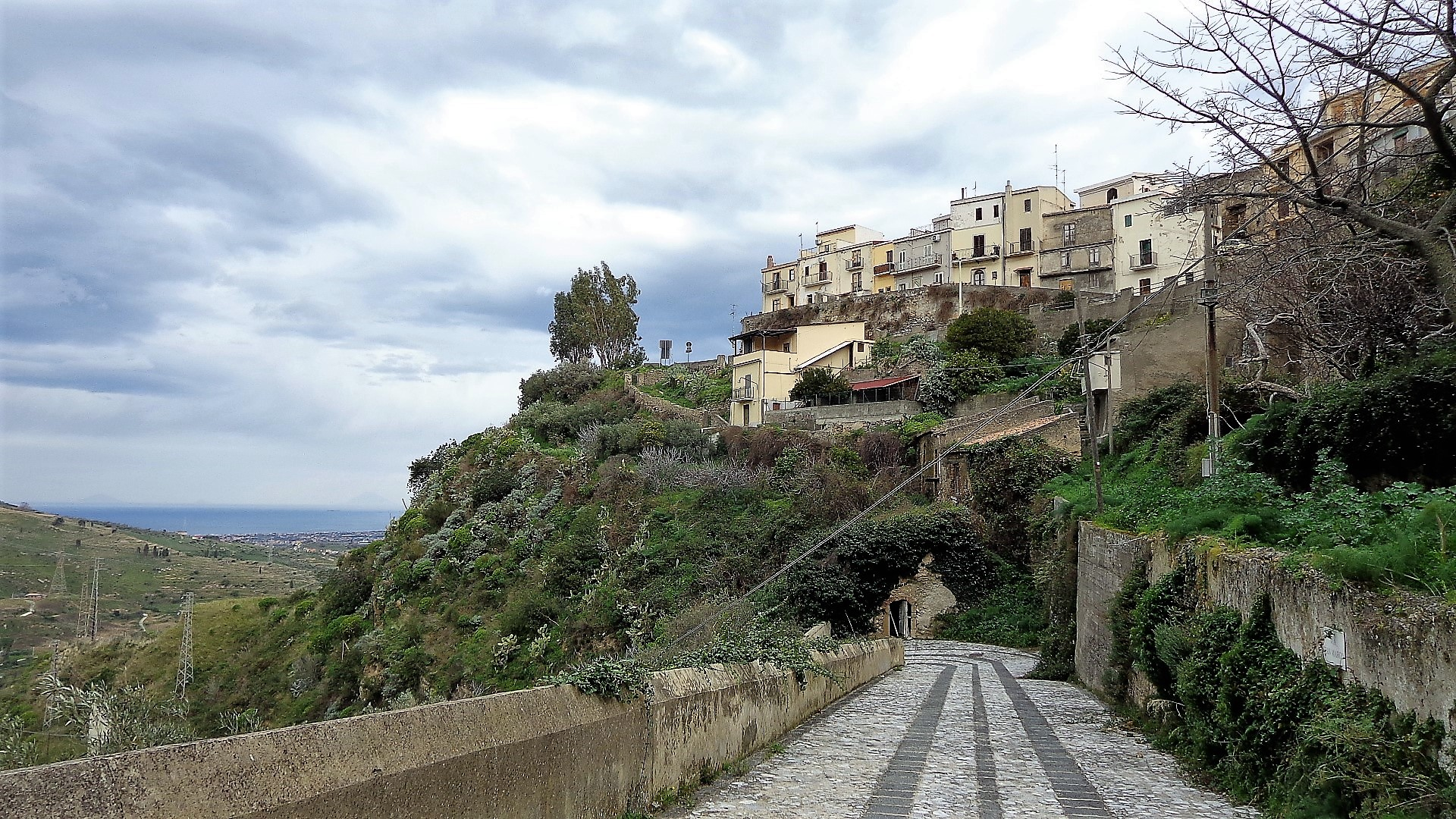
Accesso di tramontana.

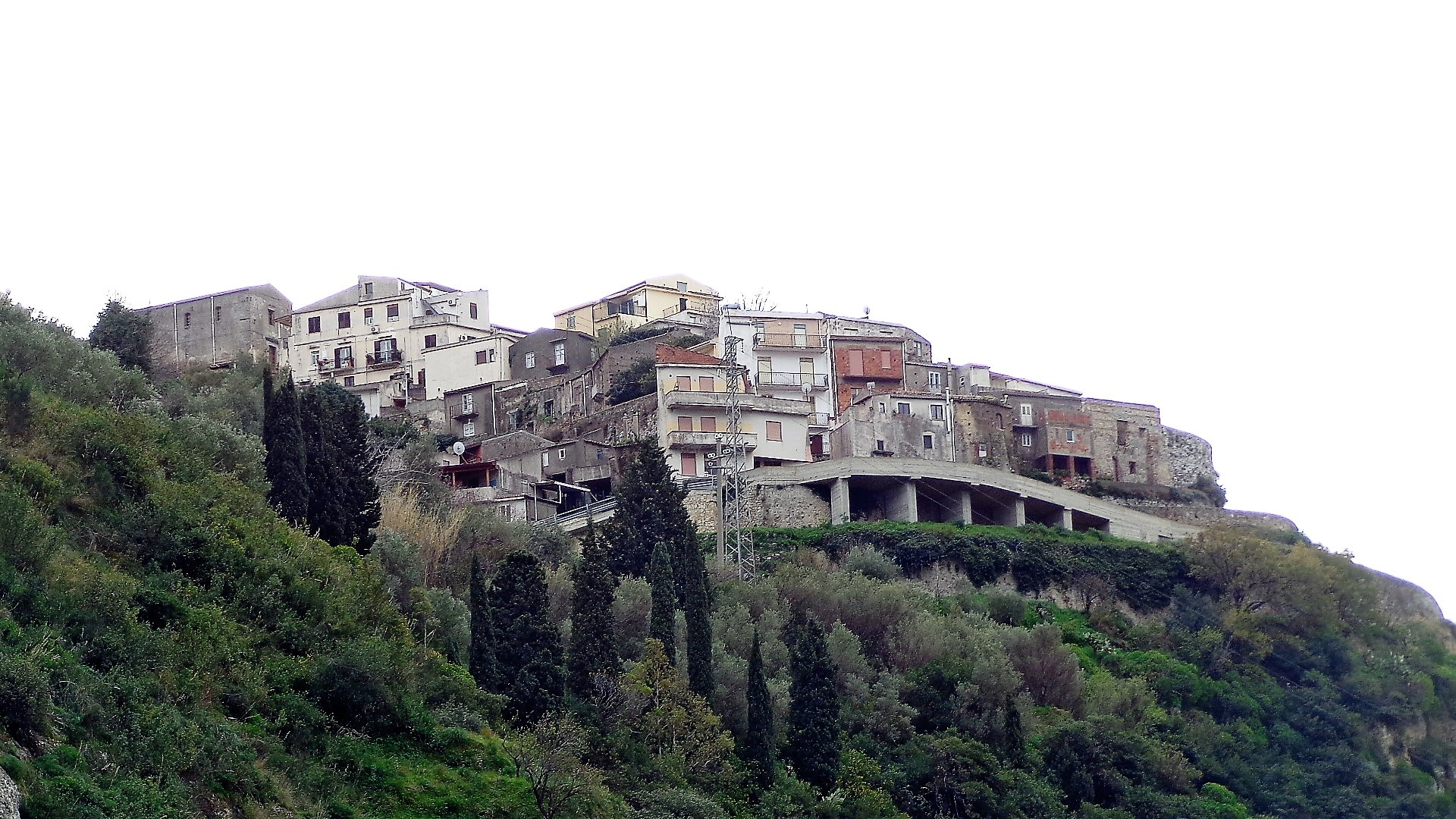
Veduta.

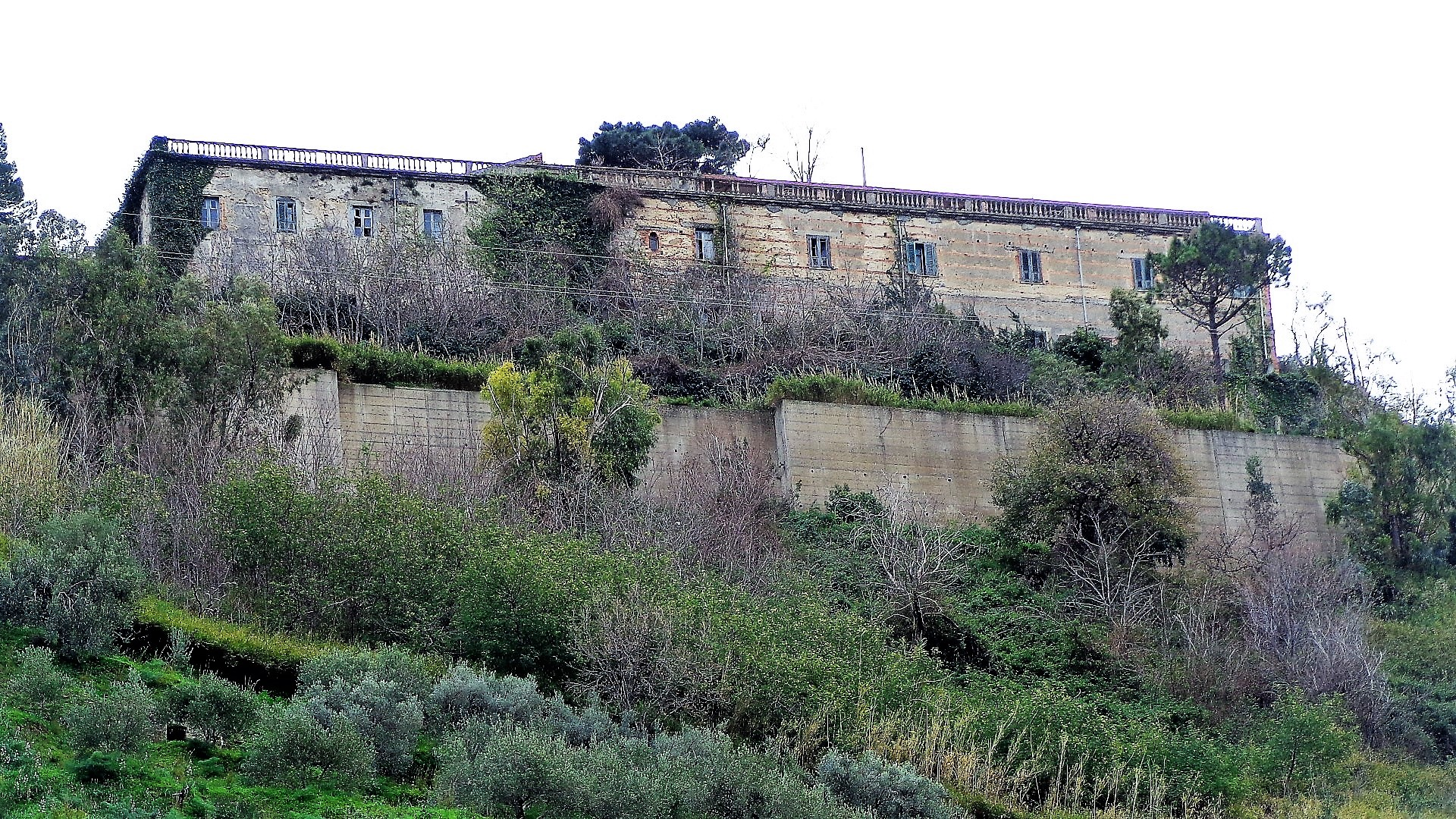
Aggregato conventuale.

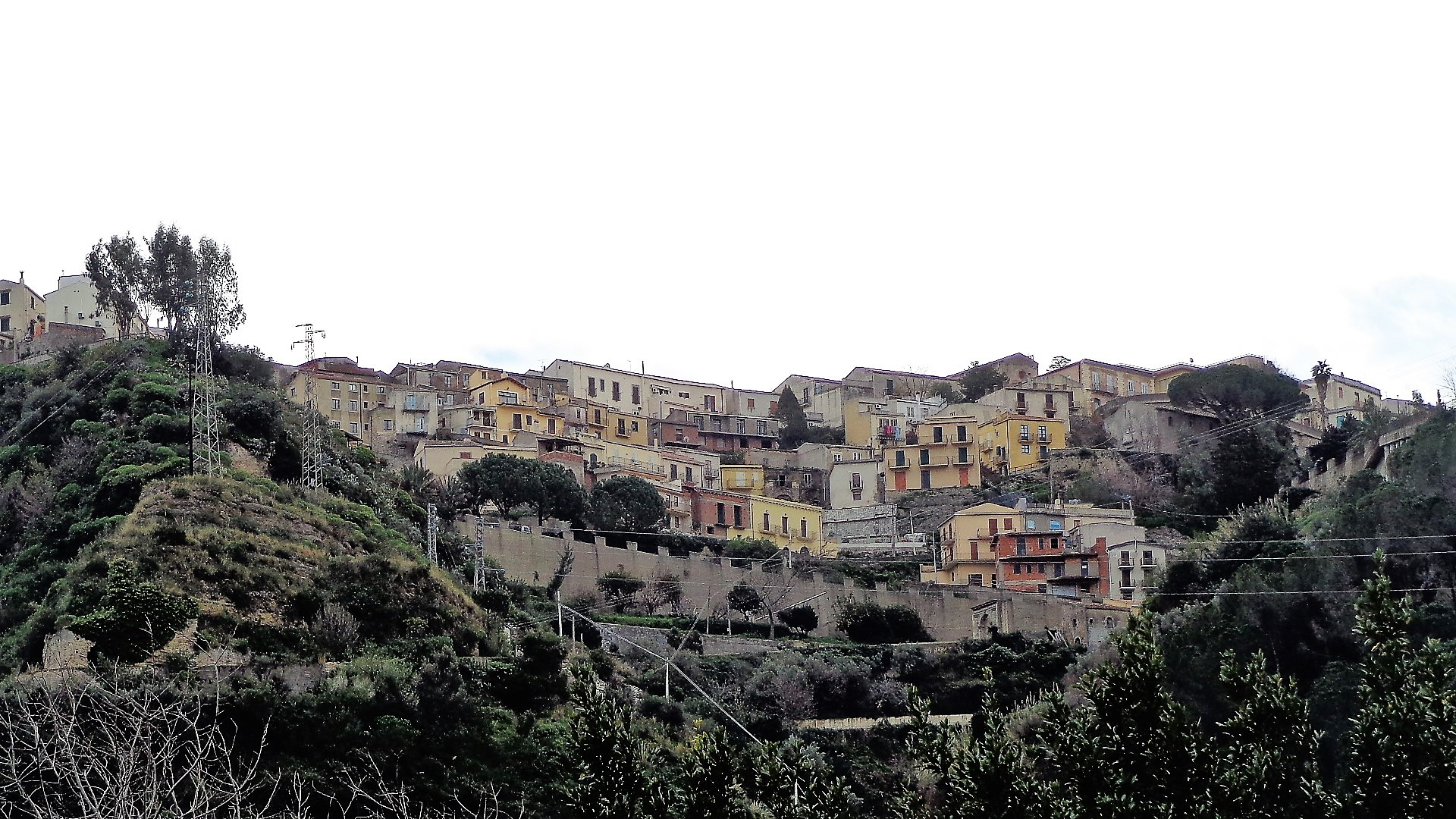
Il centro visto dalla strada provinciale.

La continua caccia ai fratelli Ishak, Elias, ʿArūj e Khayr al-Din Barbarossa, al temibile Dragut, sono eventi che anticipano la Conquista di Tunisi e la trionfale campagna culminata con la Battaglia di Lepanto.
Le scorrerie su isole, coste e insediamenti interni, si susseguono a ritmi incalzanti. Come si evince dal Registro delle attività militari di Milazzo dell'anno 1554, per tale motivo la cittadina di Castroreale insieme a quelle di Tripi, Montalbano, Novara di Sicilia, Furnari, Santa Lucia del Mela, Condrò, San Pier Niceto, Monforte San Giorgio, Rometta, Rocca, Maurojanni, Venetico, Bauso, Saponara, doveva inviare un contigente di milizie al Castello di Milazzo e predisporre guardie lungo il litorale di competenza. Infatti, all'avvistamento di imbarcazioni non identificate, tanto nel golfo di Patti che nel golfo di Milazzo, il capitano d'armi dava disposizioni al sergente maggiore di fare segnali di fuoco e fumi, al castellano spettava il compito di sparare tre colpi di cannone. Le procedure rientravano nel complesso sistema d'azioni di prevenzione e difesa del territorio attraverso la fitta rete di castelli e torri d'avvistamento costiere e collinari.
Sul finire del 1538 le truppe spagnole ammutinate lasciate a custodia de La Goletta dopo la Presa di Tunisi, si ribellarono per questioni di mancati pagamenti. Gran parte delle guarnigioni abbandonarono il presidio e navigarono alla volta della vicina Sicilia. A titolo preventivo, per motivi di sicurezza furono confinati sull'isola di Lipari, ma contravvenendo alle disposizioni impartite dal viceré di Sicilia Ferrante I Gonzaga, gli ammutinati sbarcarono a Messina per essere immediatamente respinti. Dopo disordini provocati a Castania e Faro si impossessarono e depredarono i centri di Monforte e Santa Lucia del Mela, per poi commettere ulteriori razzie a Castroreale, che a dispetto delle ingenti perdite, non sortirono l'effetto sperato per l'inclemenza del tempo. Con il tentativo di mediazione svoltosi a Milazzo e dopo il giuramento convenuto con il patto siglato a Linguaglossa, nonostante i pagamenti effettuati a saldo dei compensi pattuiti, il viceré chiamò in rassegna con pretesti vari i capi dei sediziosi, facendoli strangolare rispettivamente a Messina, Militello, Vizzini, Lentini e altre località. A quest'assalto sventato il 31 dicembre 1538 si attribuisce l'intercessione e conseguente elezione a patrono cittadino di San Silvestro Papa.
Città demaniale con un vasto territorio, ottenne a partire dai sovrani aragonesi numerosi privilegi che le consentirono di raggiungere e mantenere una discreta floridezza economica. Subì il fascino e le contaminazioni artistiche della vicina capitale del regno Messina, con la quale condivise le prime espressioni dello stile rinascimentale introdotte dalle varie correnti lombardo-ticinesi, toscano-carraresi, veneto-dalmate in ambito architettonico, pittorico, scultoreo, e in tutte le multiformi manifestazioni del genio artistico. La fase di avvicendamento tra case regnanti (Aragona/Asburgo-Castiglia) fu periodo in cui la cittadina accolse numerose comunità monastiche, le cui attività incisero profondamente sul tessuto sociale, generando uno sviluppo edilizio e committenze artistiche che mutarono profondamente la configurazione cittadina e l'arredo urbano.
Il viceré di Sicilia Marcantonio Colonna, con dispaccio datato Palermo 20 marzo 1579, concesse il privilegio per la realizzazione di un caricatore nella marina di località Cantoni, odierna Barcellona Pozzo di Gotto. Tale struttura non fu mai realizzata. Nonostante ciò gli intensi traffici e i commerci marittimi furono assicurati pur senza strutture portuali idonee e fabbricati adibiti a magazzini, sfruttando lo stazionamento delle navi mercantili al largo e l'imbarco di merci e passeggeri per il tramite di scialuppe. Con la nuova suddivisione amministrativa del territorio del Regno attuata dallo stesso viceré, il 13 aprile 1583, è istituita la «Comarca di Castroreale» in Val Demone. Con un impianto d'impronta militare, ma ingentilita da dettami e stilemi che spaziano dall'aragonese alle infinite sfumature di stili di matrice iberica, dal rinascimento al nascente barocco, il centro non fu indenne da periodiche carestie, immancabilmente accompagnate da mortifere epidemie, da sporadici eventi militari, il tutto costellato da una consistente serie di eventi sismici che hanno messo a dura prova il fortissimo spirito comunitario, quanto il fragile sistema ambientale.
1465 - 1522 - 1615. Nel contesto appena più ampio si registra una politica di arrogante vessazione fatta di scontri, animosità, dissidi, compromessi, fra i governatori di stanza a Milazzo e gli amministratori dei territori adiacenti. Litigiosità e acredini fondati sulla corruzione dilagante, la sottomissione e il perenne ricatto, elementi che condussero a definire l'atto di divisione delle terre fra Milazzo e Castroreale, evento che coinvolse territorialmente la vicina Santa Lucia, determinò la costituzione della città e del territorio dell'antica Pozzo di Gotto,  tutti segnali premonitori delle frequenti rivolte antispagnole culminate con gli eventi del 1674 e 1678.

### Epoca borbonica
- 1717, 22 aprile. Terremoto con effetti distruttivi in città e nell'immediato circondario.[23]

Dal 1718 al 1720 come comarca e futuro distretto, il territorio è teatro di numerosi scontri culminati con la Battaglia di Milazzo e quella di Francavilla, combattimenti inseriti nel contesto dei conflitti contro la Quadruplice alleanza combattuti dal regno di Spagna contro Inghilterra, Francia, Austria e Paesi Bassi per il predominio sul mar Mediterraneo.
Nel 1812 come capoluogo di distretto, Castroreale annovera il circondario medesimo e quelli di Barcellona, Francavilla, Novara, Savoca, Taormina, comprende 26 comuni e 36 villaggi. Il territorio spazia dal Tirreno allo Jonio, comprende gli ultimi rilievi dei Peloritani che fronteggiano i Nebrodi, a sud è delimitato dalla riva sinistra del fiume Alcantara. Pertanto fu sede di importanti uffici sino alla metà circa del XIX secolo.
Tuttavia già nel corso dell'Ottocento inizia la decadenza con l'impoverimento economico e demografico della parte montana del territorio; il processo di disgregazione territoriale che ne è conseguito ha dato luogo alla costituzione nel 1815 del comune di Barcellona, in seguito unito alla vicinissima città di Pozzo di Gotto, unione amministrativa volta a formare un'unica grande conurbazione.

### Epoca contemporanea
Completano la frammentazione del territorio l'istituzione delle unità amministrative di Rodì Milici nel 1947 e di Terme Vigliatore nel 1966.
Negli anni molta importanza ha rivestito la presenza dell'Istituto Magistrale XXIV Maggio, l'unico istituto magistrale statale della provincia di Messina oltre all'Ainis e al Bisazza della città, celebre per la sua serietà, che ha attirato a Castroreale numerosi docenti e allievi, residenti o pendolari dalle zone vicine.
- 2008. 11 dicembre. Sono stati registrati 320 mm di pioggia in città e 254 mm a Barcellona, le precipitazioni determinano l'esondazione del torrente Longano a valle.
- 2011. 22 novembre. La pioggia è caduta incessantemente per 11 ore, dalle prime ore del giorno fino alle 15:00, con quantitativi cumulati di 351 mm in città (record storico giornaliero, per il comune) e di 208 mm a Barcellona. Esondazione del torrente Longano e alluvione dei territori a valle.

### Simboli
Stemma
Un'aquila coronata con ali spiegate; sul petto uno scudo suddiviso in quattro parti a croce di Sant'Andrea. Il quarto superiore è d'oro a cinque pali di rosso; nei quarti laterali d'argento la raffigurazione dell'aquila coronata di nero, nel quarto in basso un castello triturrito in campo di rosso.
Gonfalone
Drappo diviso verticalmente di rosso e di bianco. Al centro campeggia lo stemma comunale. Alla base dello stemma figurano due rami di quercia l'uno e di alloro l'altro.

## Monumenti e luoghi d'interesse

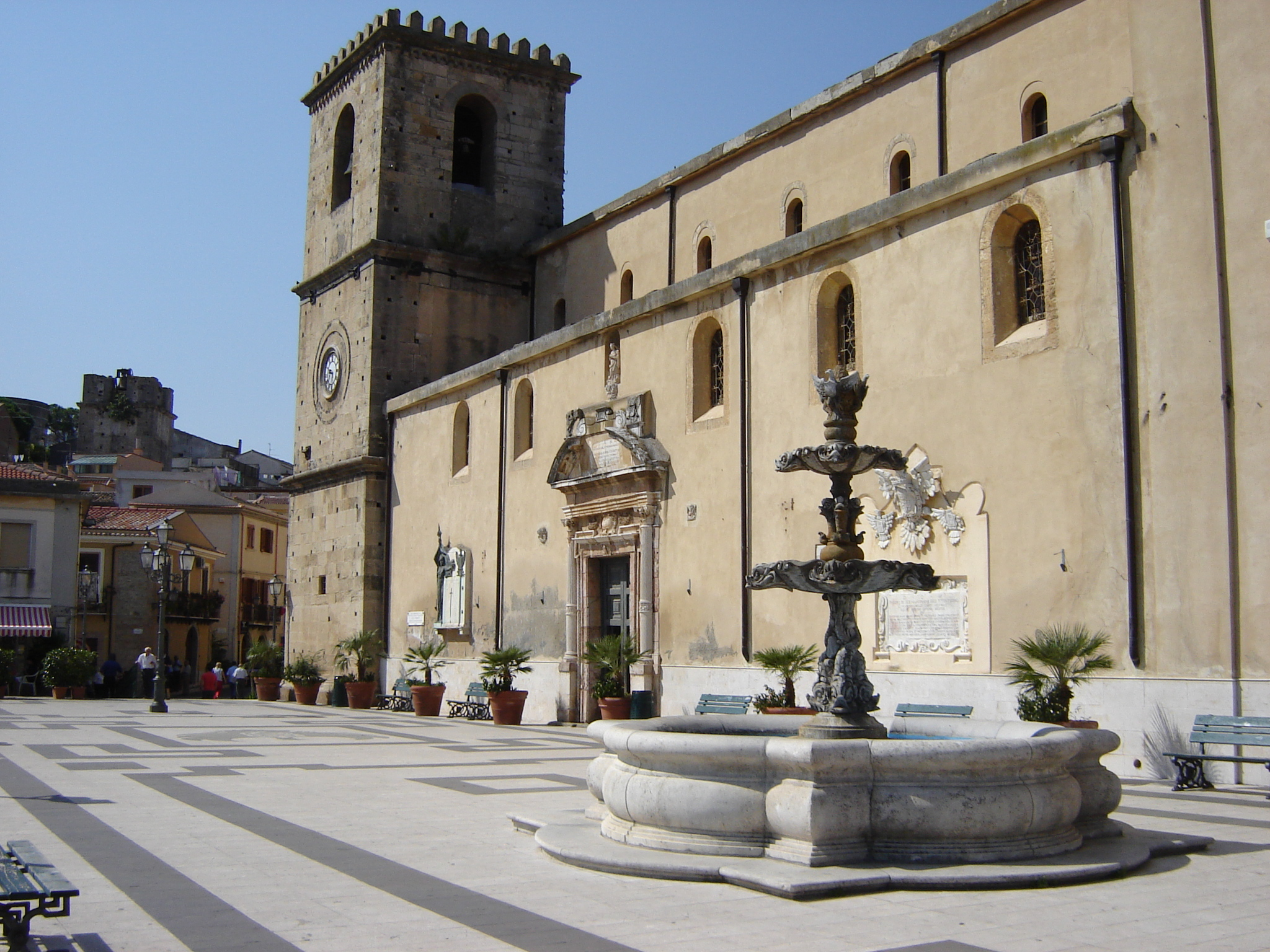
Piazza delle Aquile.

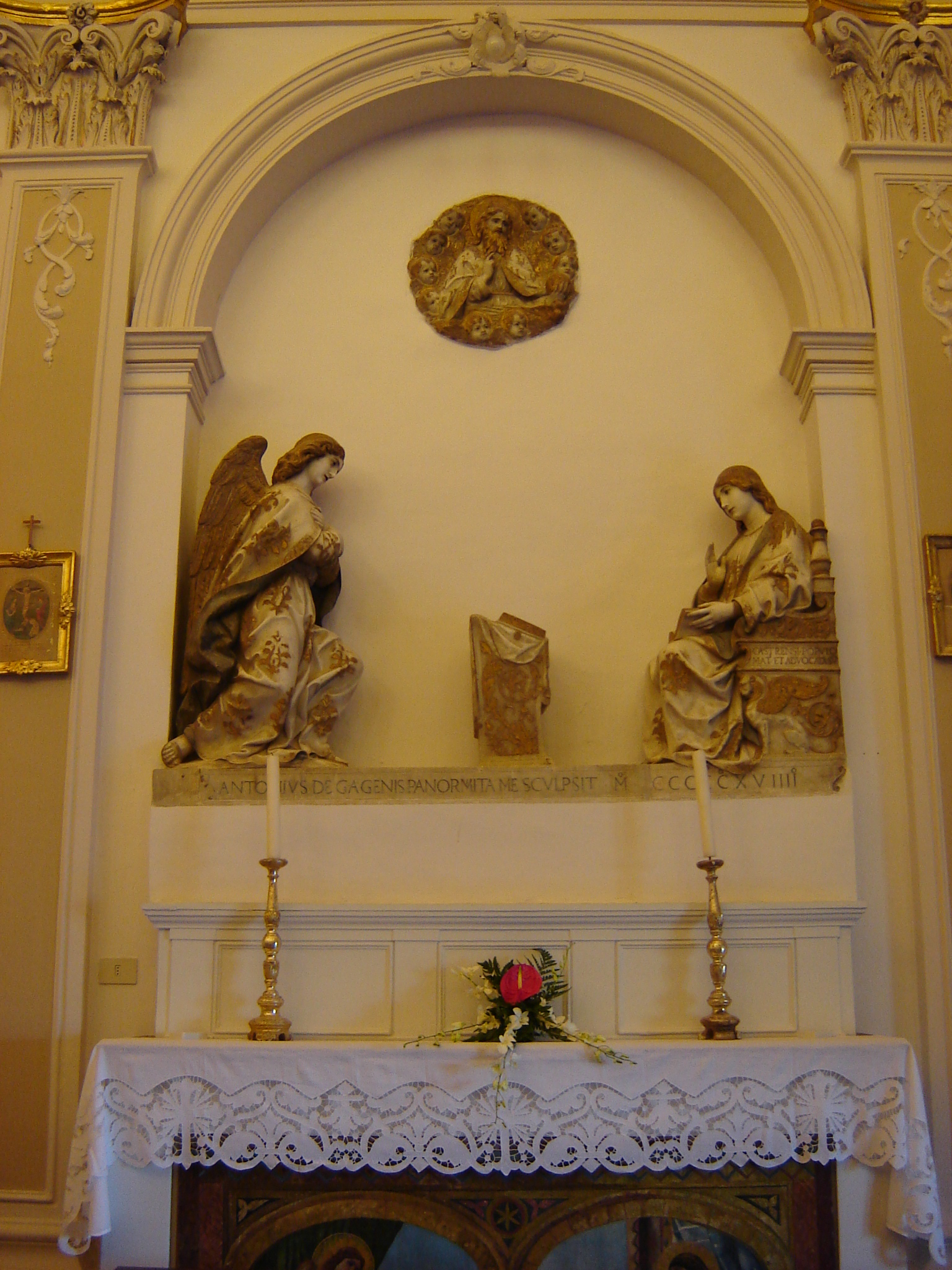
Annunciazione di Antonello Gagini.

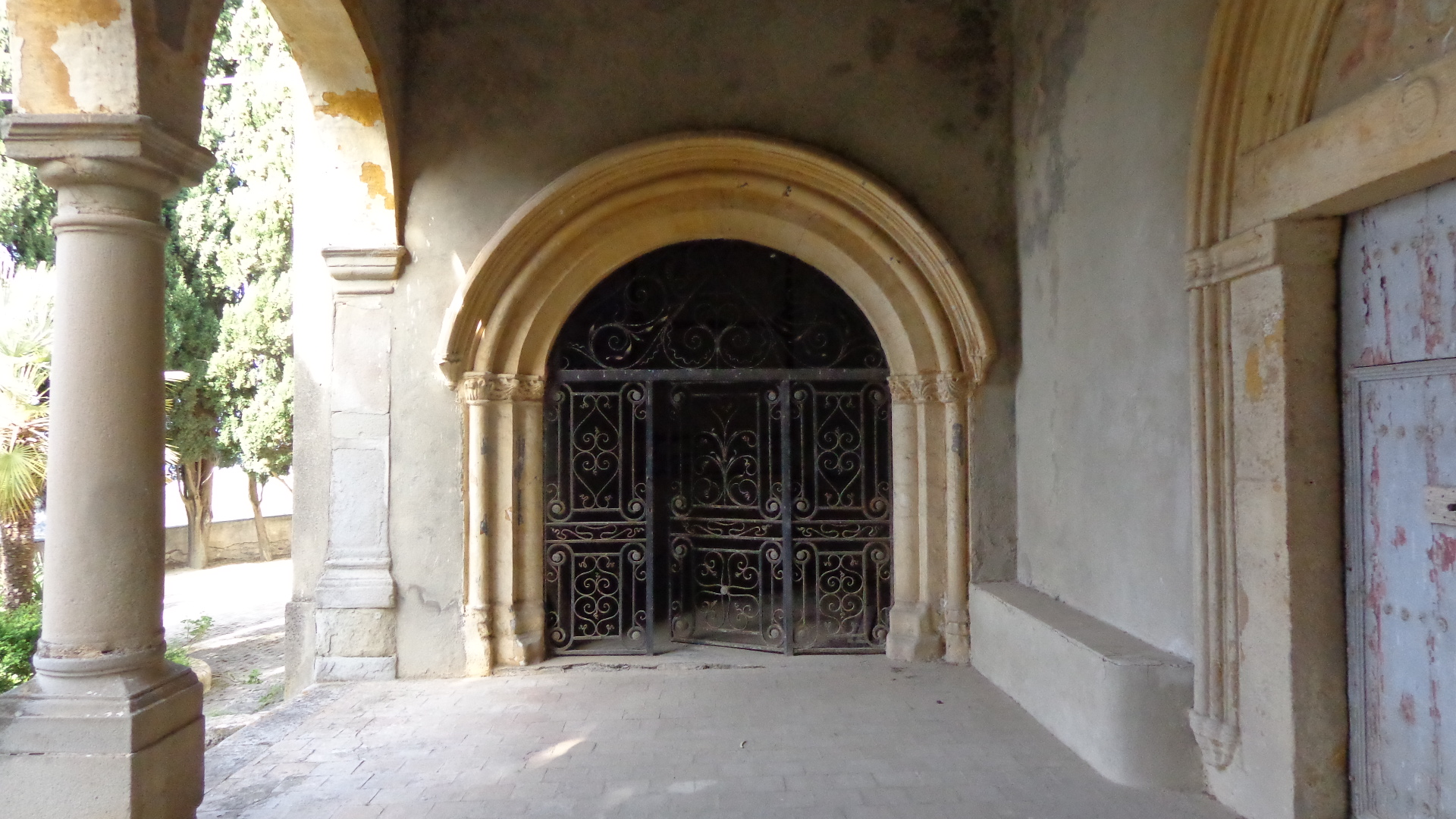
Arco rinascimentale Convento di Santa Maria di Gesù.

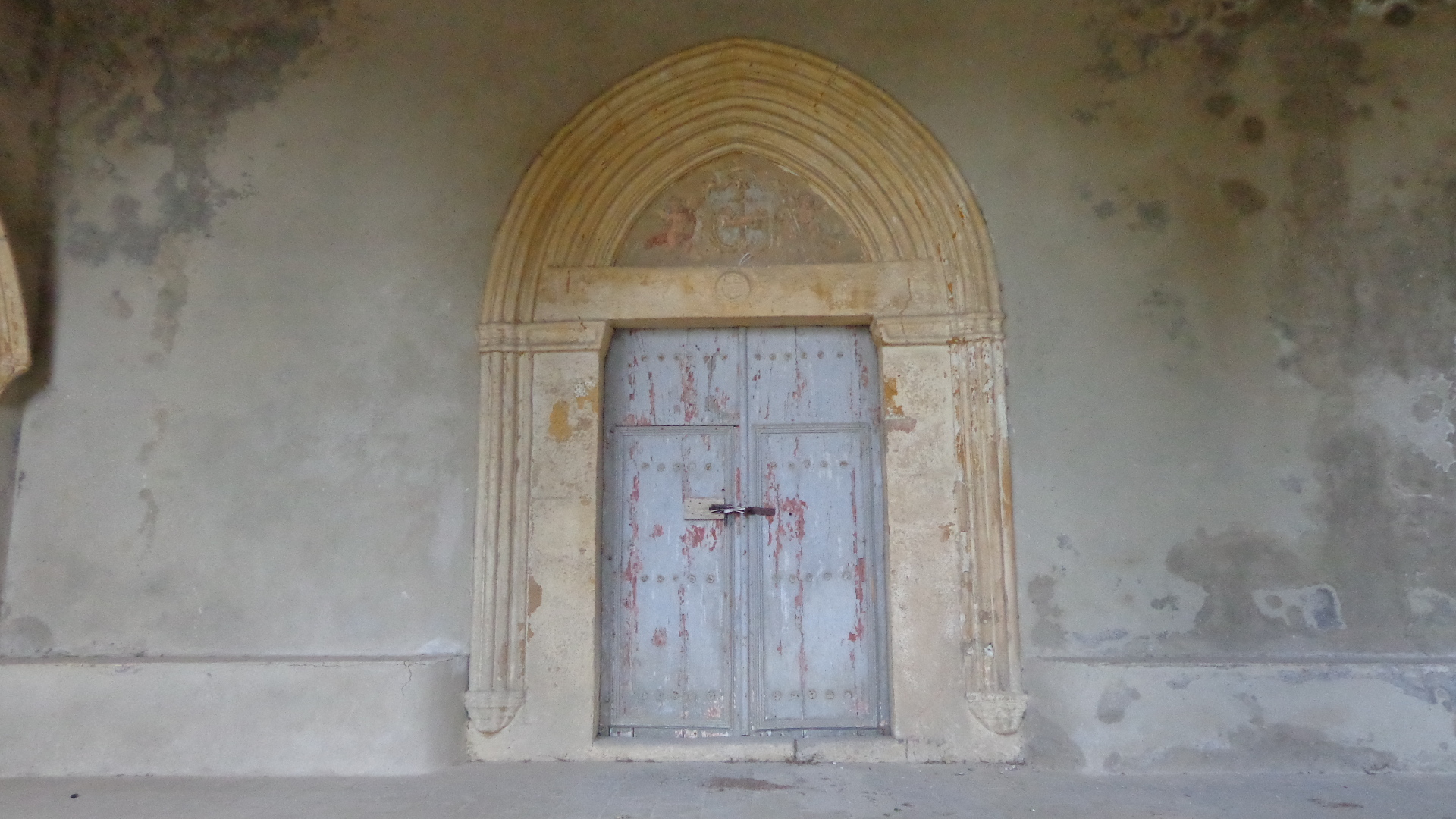
Ingresso Chiesa di Santa Maria di Gesù.

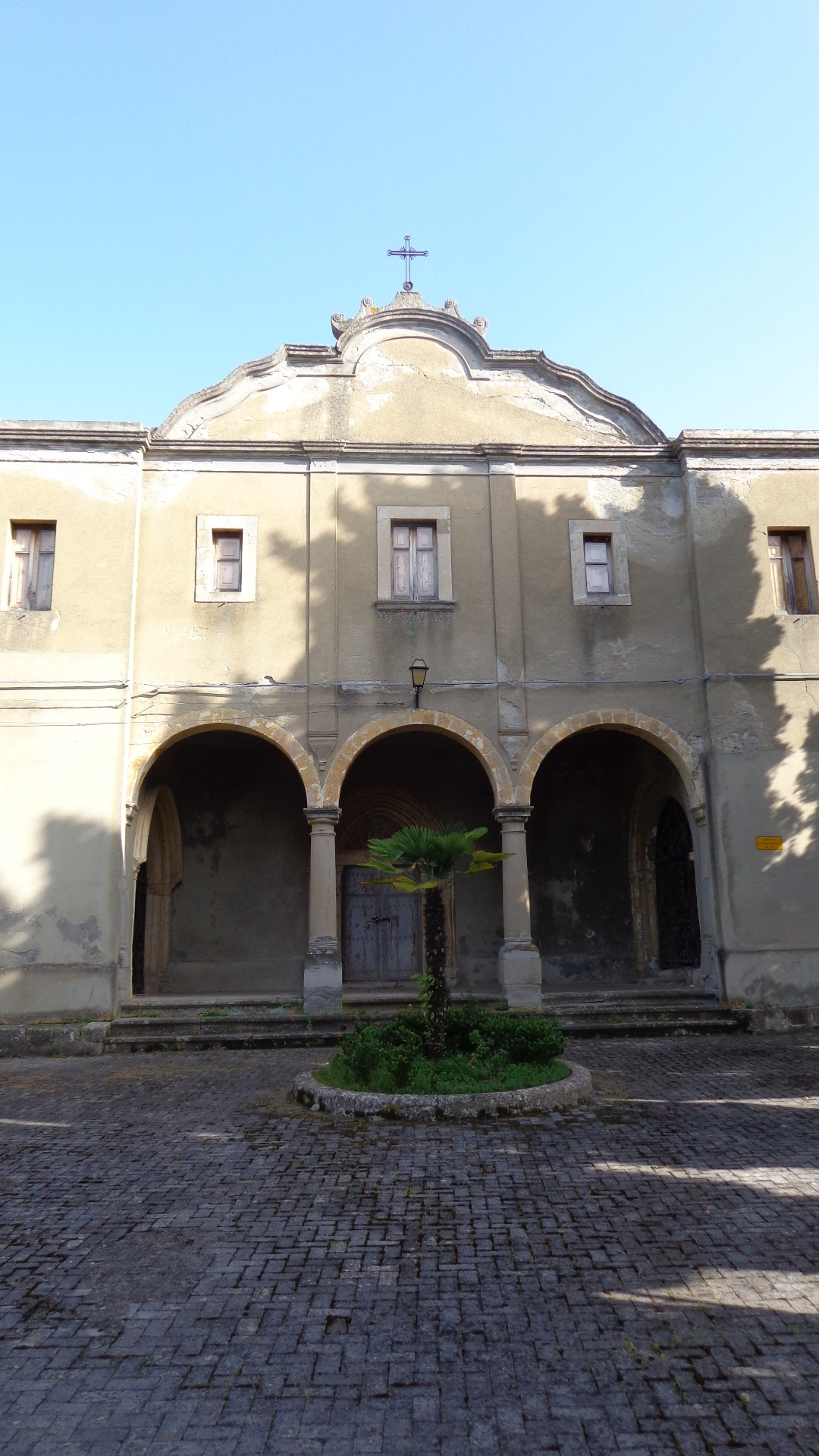
Prospetto Chiesa di Santa Maria di Gesù.

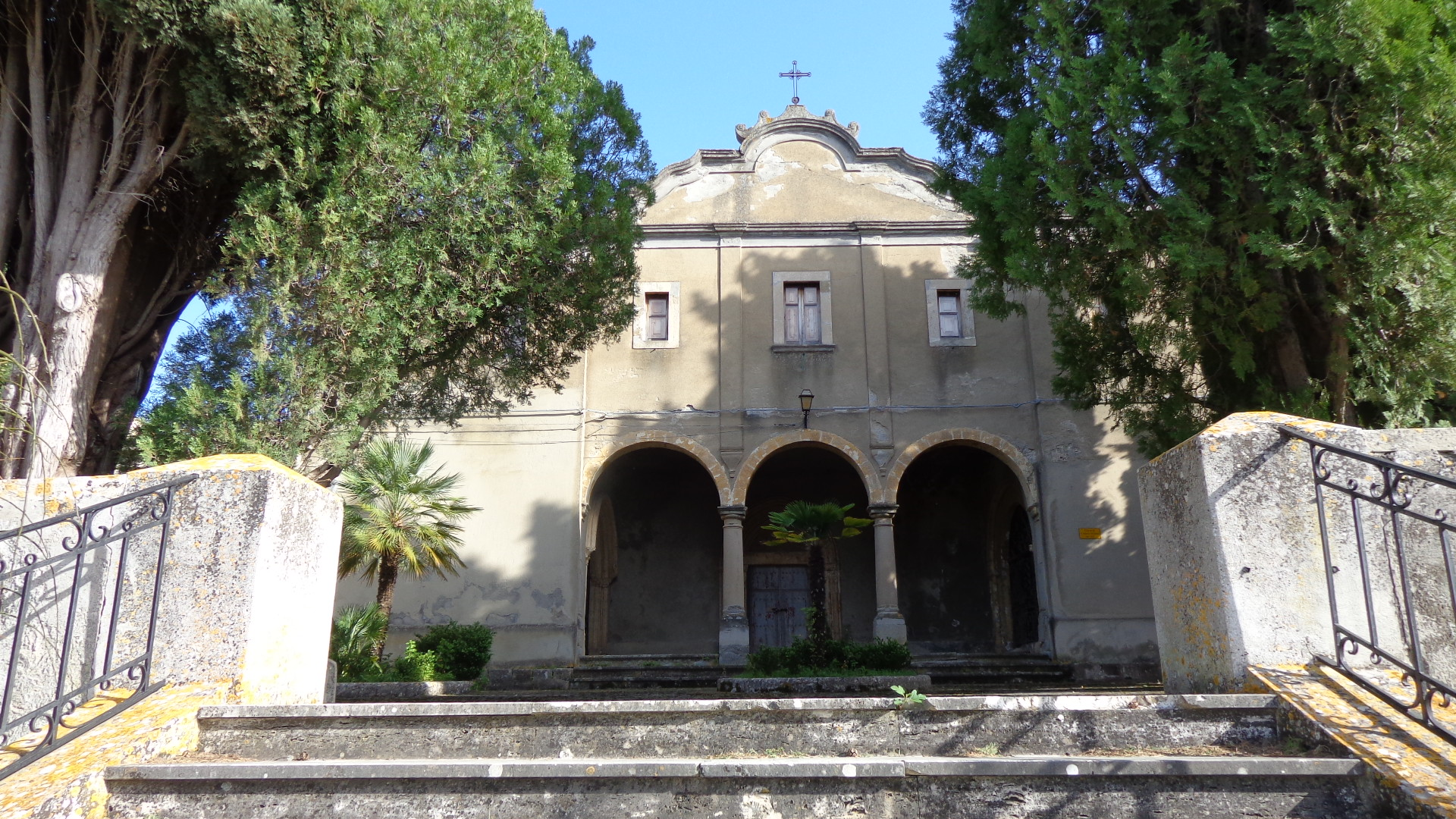
Veduta generale aggregato monumentale di Santa Maria di Gesù.

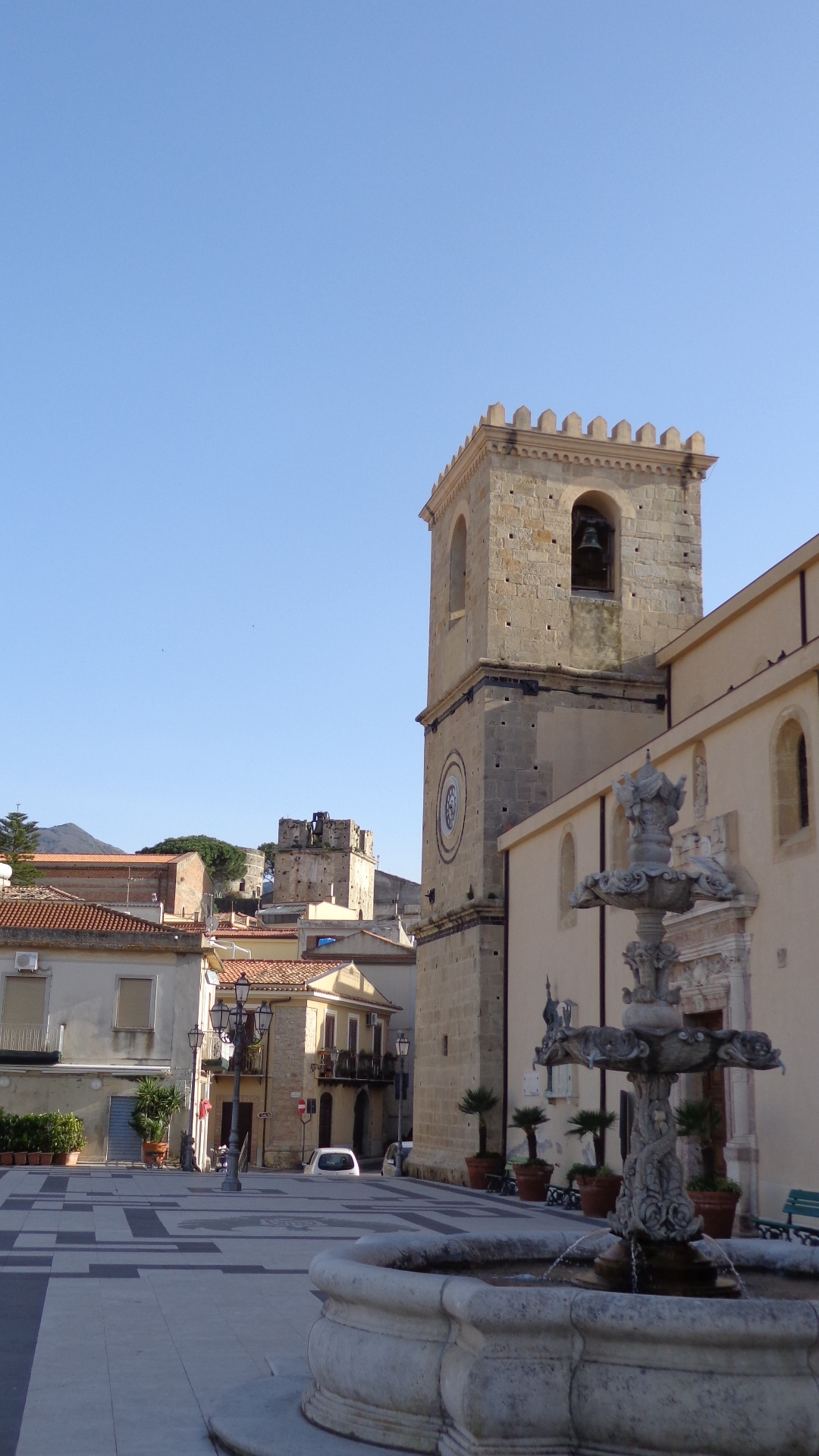
Torre di Federico II e campanili del Santissimo Salvatore e Duomo.

### Architetture religiose
Fra parentesi le date di costituzione e di soppressione delle corporazioni.
- XV secolo, (1591 – 1860),[27] Duomo di Santa Maria Assunta,[28][29] di gusto manierista con tocchi barocchi, all'interno del quale sono custodite grandi tele settecentesche opere di artisti locali e statue marmoree del Cinquecento opere di Antonello Gagini, Andrea Calamech, Rinaldo Bonanno e altri. Sul pavimento del tempio è tracciata la meridiana a camera oscura, una delle sette meridiane costruite in Sicilia tra il 1801 e il 1896 (le altre si trovano a Palermo, Messina, Catania, Acireale, Castiglione di Sicilia e Modica ed, eccetto quella documentata nel duomo di Messina, distrutta nel sisma del 28 dicembre 1908, sono ancora oggi funzionanti). La meridiana fu ideata nel 1854 dal professore di lettere antiche e appassionato di astronomia Nicolò Perroni Basquez (1821 – 1873).[14]

- XV secolo, Chiesa del Santissimo Salvatore e torre campanaria del 1560, costruzioni danneggiate dal terremoto del 1978. Complesso monumentale ubicato nel cuore della Giudecca. L'interno ornato da stucchi barocchi, custodisce un pregevole altare marmoreo del messinese Antonino Amato.[5]
- XIV secolo, Chiesa della Candelora nella quale si trova un sontuoso altare maggiore in legno intagliato e indorato in oro zecchino del XVII secolo.[5]
- 1424 - 1431, (1580 – 1866),[27] Chiesa di Santa Maria del Gesù e annesso convento francescano dell'Ordine dei frati minori osservanti, fondazione voluta dal beato Matteo d'Agrigento, vescovo, seguace di Bernardino da Siena.[5][28][30]
- XIII secolo, Chiesa di Santa Marina d'epoca sveva, costituisce insieme alla chiesa di Sant'Agata il primitivo complesso edificato presso le fortificazioni medievali nord - orientali.[31]
- ?, (1471 – 1881),[27] Chiesa di Santa Maria degli Angeli[28] e monastero di Santa Maria degli Angeli retto dalle Clarisse.[14][30]
- 1560, (1577 – 1862),[27] Chiesa di Santa Maria delle Grazie con annesso convento dell'Ordine dei frati minori cappuccini.[31][14][30] In tempi recenti la struttura accolse la «Congregazione dei Padri Redentoristi».
- XV secolo, Chiesa di Sant'Agata, all'interno è collocato il gruppo marmoreo dell'Annunciazione, squisita opera realizzata da Antonello Gagini nel 1519, tra le poche firmate dall'artista, e il simulacro in cartapesta del Santissimo Crocifisso risalente al XVII secolo.[31] L'immagine è oggetto della tradizione religiosa del Cristo Lungo (U Signuri Longu). Essa viene fissata su di un palo lungo circa 13 metri che viene poi assicurato tramite un pesante canapo e inalberato (per mezzo di un complicato gioco di lunghe pertiche munite di forcine maneggiate dai maestri di forcina) su una vara lignea, del peso di tre quintali circa, la quale viene poi trasportata a spalla per le vie strette e in pendenza del paese. La croce inalberata svetta su tutti gli edifici a eccezione della torre campanaria della chiesa del Santissimo Salvatore e del Duomo.

Il simulacro è portato in processione tre volte l'anno: durante la settimana santa e nel mese di agosto nei giorni del 23 e 25. In quest'ultima occasione si commemora il miracolo della liberazione della cittadina dal colera nell'anno 1854.

#### Chiese cittadine

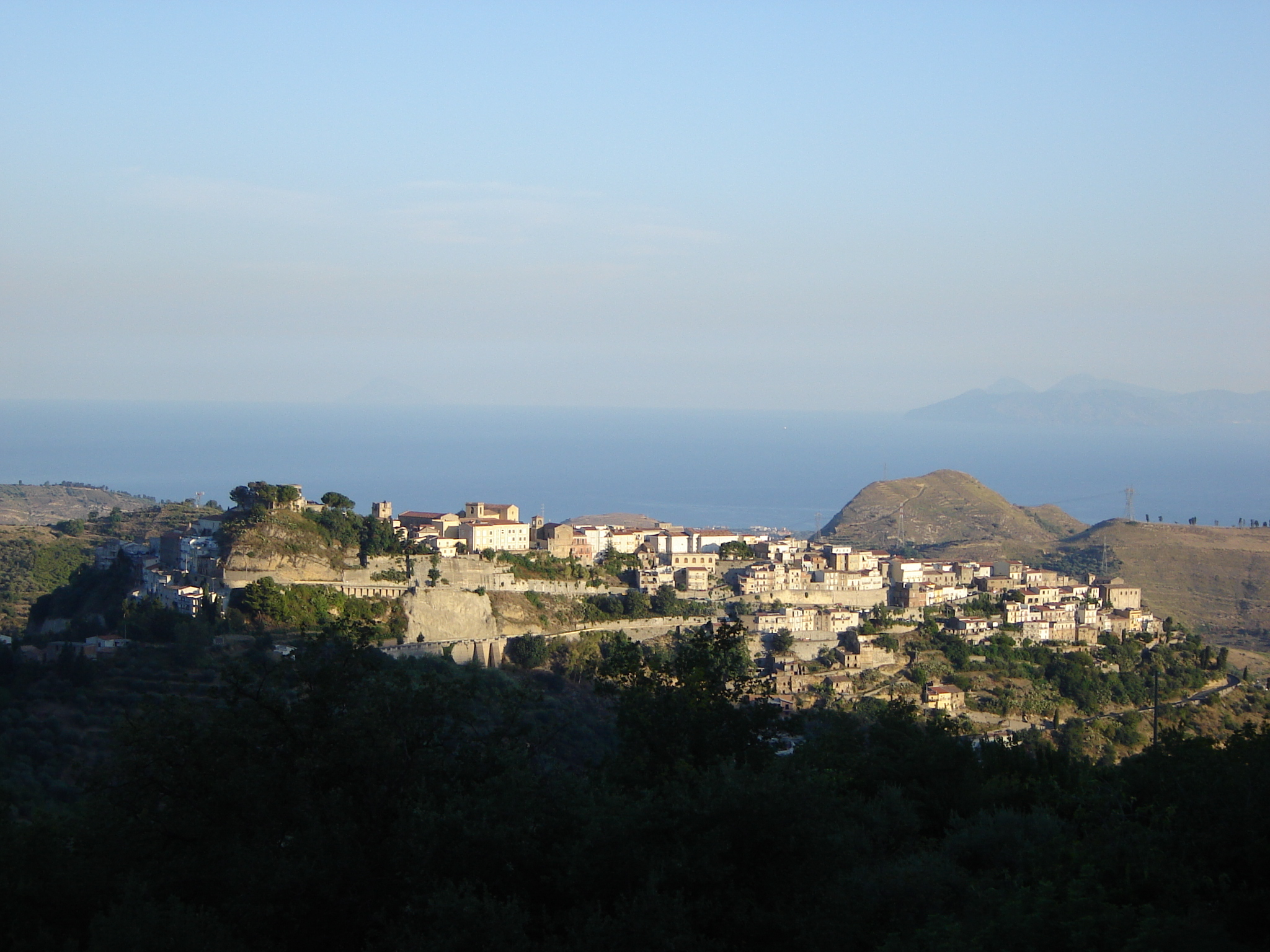
Veduta da Est.

- 1308 - 1310, Chiesa di Gesù e Maria, prima chiesa intra - moenia sotto il titolo di San Nicolò di Crizzina.[5][32] Primitiva chiesa madre, sede della Confraternita di Gesù e Maria.
- XV secolo, (1663 – 1689),[27] Chiesa di Santa Maria della Concezione o dell'Immacolata Concezione, primitivo titolo di «Santa Maria dell'Accomandata» fino al 1646.
- ?, (1548 – 1866),[27] Chiesa di Santa Maria dei Martiri e monastero femminile dell'Ordine benedettino[14][30]
- 1545, (1545 - 1866),[27] Chiesa di San Filippo Neri con l'annesso Oratorio del padri Filippini 1632, oggi sede del Museo Civico.[14][28]
- 1503, Chiesa della Santissima Annunziata e convento dell'Ordine dei frati minori conventuali[14][33][30]
- 1522 - 1652. Chiesa di Sant'Agostino e convento dell'Ordine degli agostiniani conventuali. I documenti del convento furono perduti nel terremoto del 1613, si rinvenne l'atto di donazione di un uliveto da parte di Matteo Crinò in data 2 12 1522. Il convento fu soppresso nel 1652 con la riforma innocenziana.[30]

#### Chiese e altre corporazioni religiose soppresse
- 1439, (1836 - 1867),[27] Chiesa del Carmine corrispondente all'antica chiesa di Santa Maria Maddalena e convento dei carmelitani soppresso 1652.[30], sorta originariamente presso la riva sinistra del torrente Crizzina.
- ?, (1627 – 1799),[27] Chiesa di San Gaetano fuori le mura.
- ?, (1689 – 1755),[27] Chiesa di San Paolo.
- ?, (1525 – 1634),[27] Monastero di tutti i Santi.

Chiese non più esistenti o ruderi o sconsacrate (1572 – 1889):
- ?, Chiesa rupestre di San Marco.
- ?, Chiesa di San Gregorio.
- ?, Chiesa di San Leonardo.[34]
- ?, Chiesa della Trinità.[35]
- ?, Chiesa di San Giobbe.[36]
- ?, Chiesa di San Sebastiano Martire, luogo di culto documentato sul piano dell'attuale piazza delle Aquile.[34]
- XV secolo c., Chiesa di San Nicolò di Pauperibus, luogo di culto documentato,[32] Sull'area oggi sorgono le scuole elementari.
- ?, Chiesa di San Pietro, luogo di culto del quartiere omonimo, uno dei tre agglomerati ripartiti dalla via Guglielmo Siracusa, via Trieste e corso Umberto I.[29]
- XVI secolo, Chiesa di San Vito, ruderi, struttura parzialmente demolita dopo il terremoto del 1978.[29] Principale luogo di culto del quartiere omonimo.
- ?, Chiesa di Santa Margherita d'Antiochia, Vergine e Martire, luogo di culto documentato[37] verosimilmente insistente sull'area preposta alla sepoltura dei componenti di confessione ebraica.

Chiese delle frazioni:
- 1614, Chiesa di Santa Domenica di Protonotaro.[38]
- ?, Chiesa dello Spirito Santo di Catalimita.
- ?, Chiesa di San Nicola di Bafia.
- ?, Chiesa di Santa Venera di fondo Gerasia, Bafia.
- 1906, Chiesa di San Carlo Borromeo di Bafia, ricostruzione di preesistente luogo di culto intitolato all'Immacolata.[39]

Luoghi di culto di altre confessioni religiose:
- 1485, Sinagoga, arco[5] e ruderi dei Bagni dei Giudei.[40]

### Architetture civili

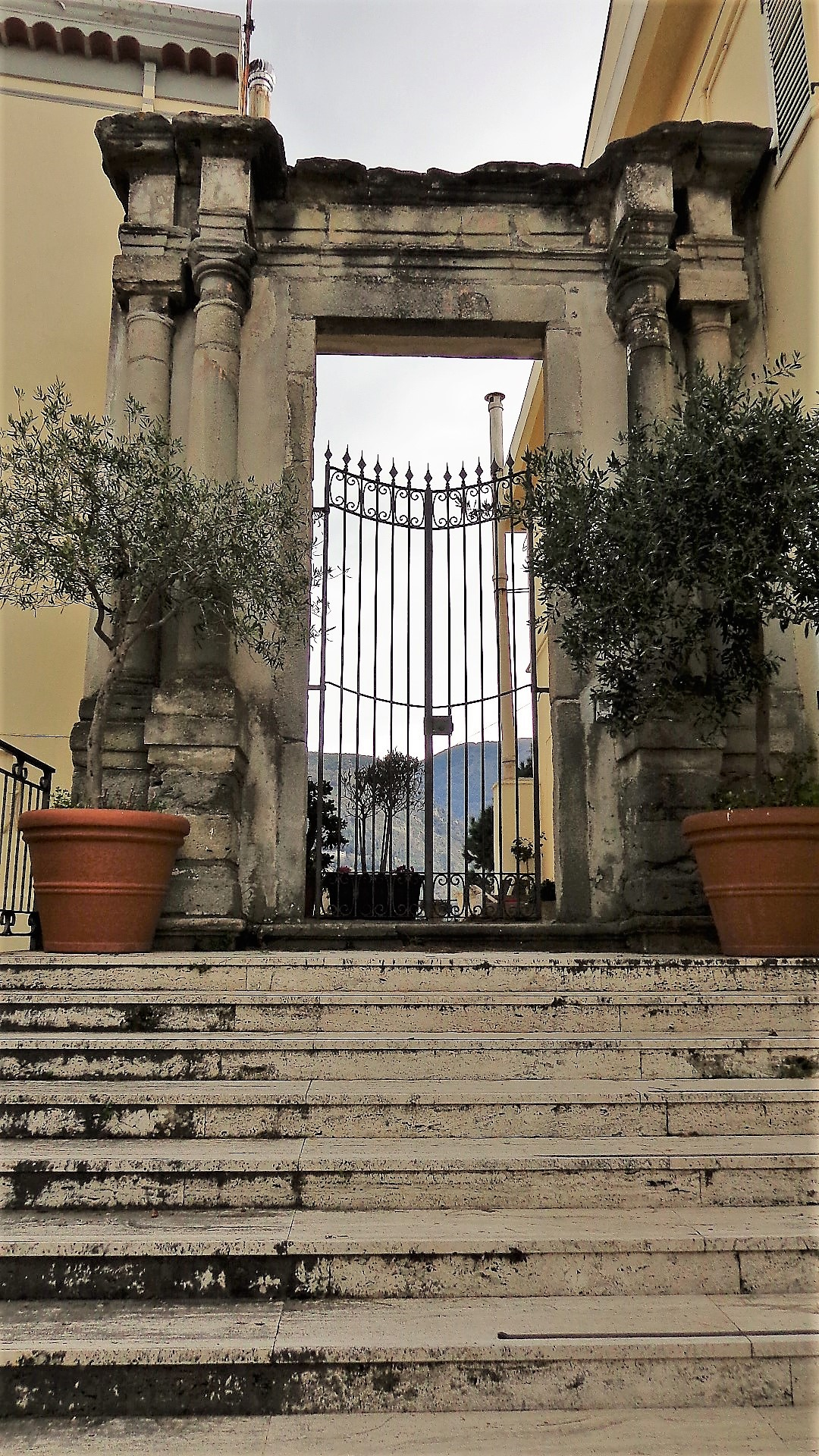
Portale.

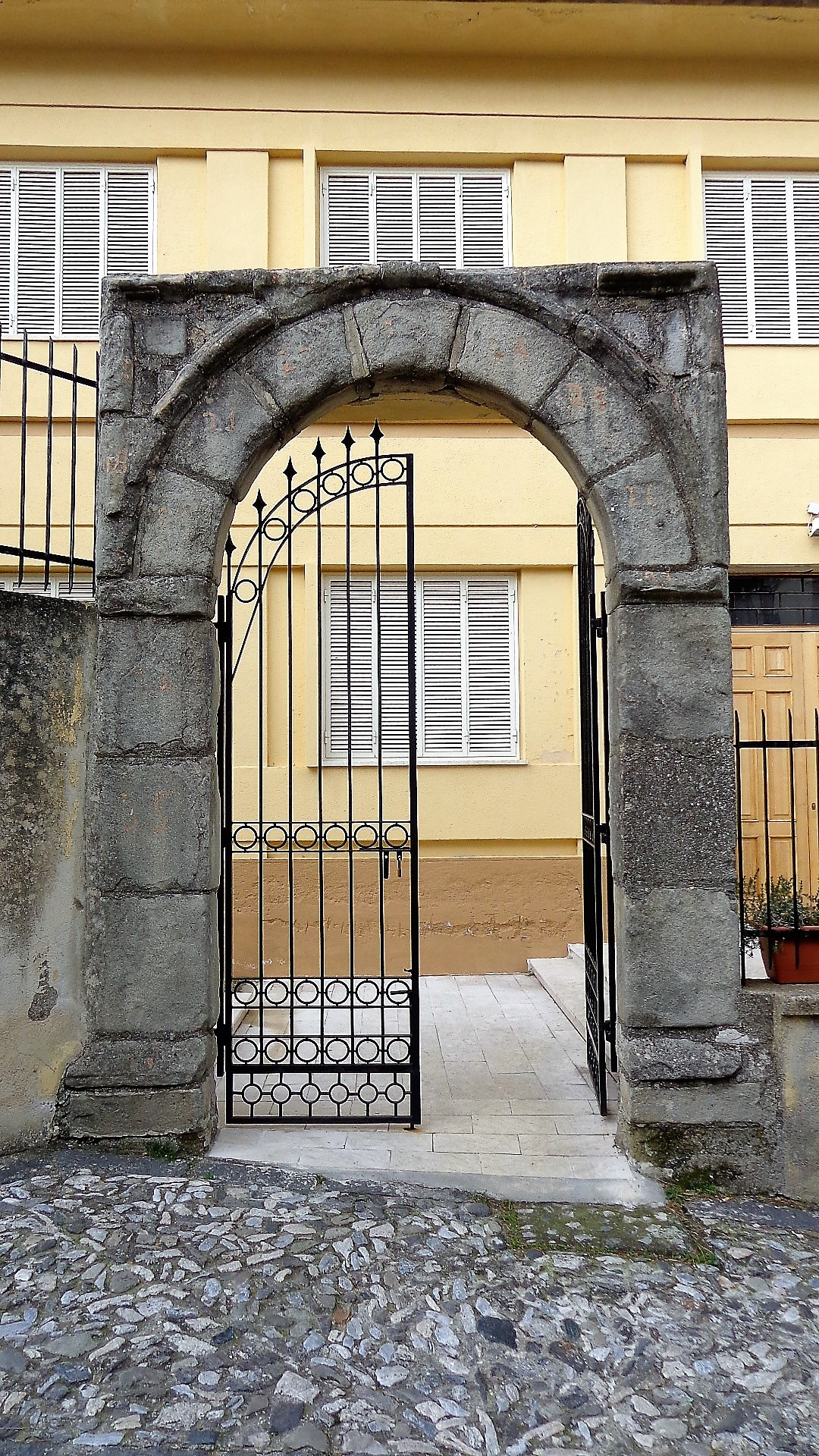
Portale.

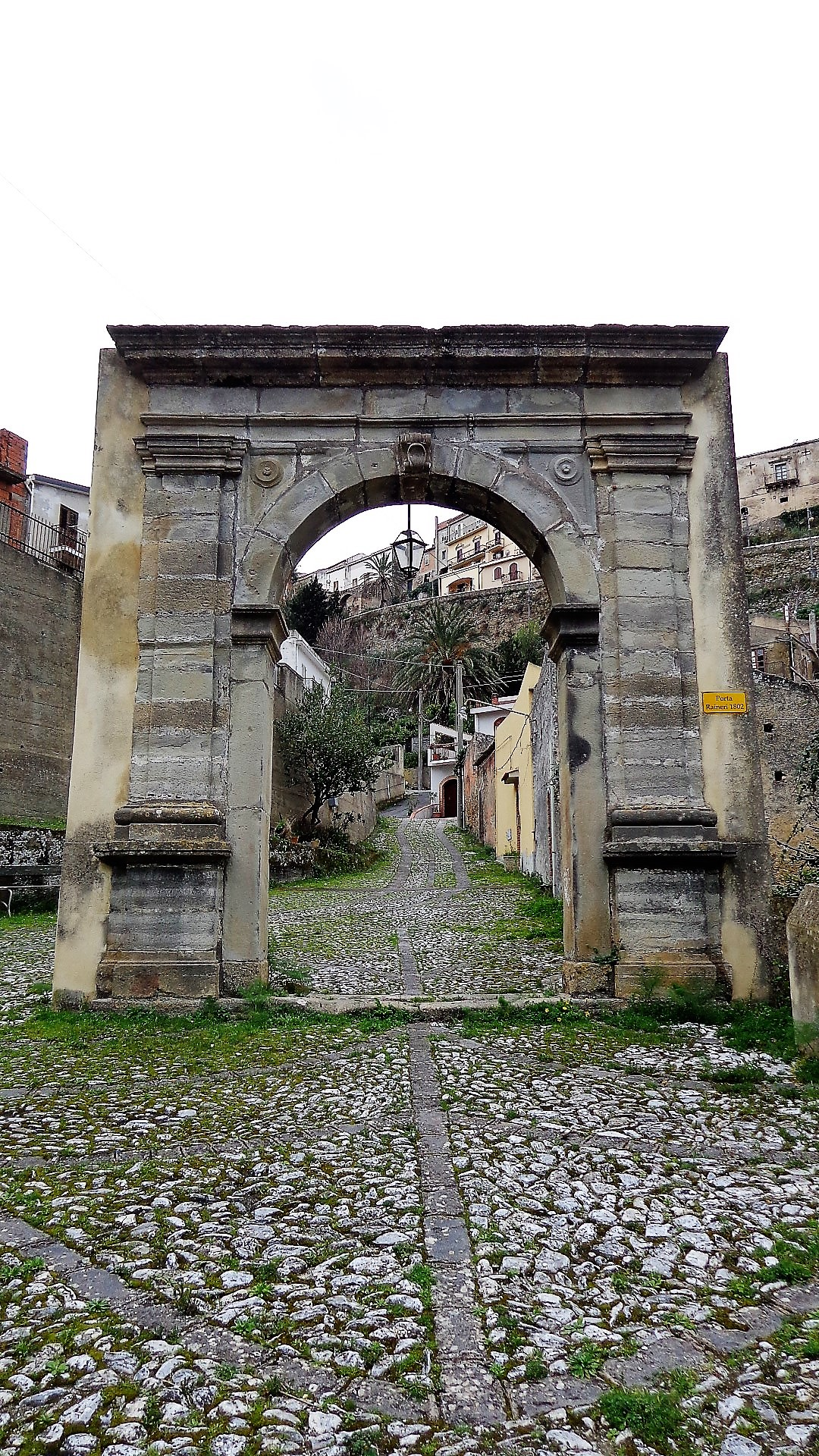
Porta Rainieri.

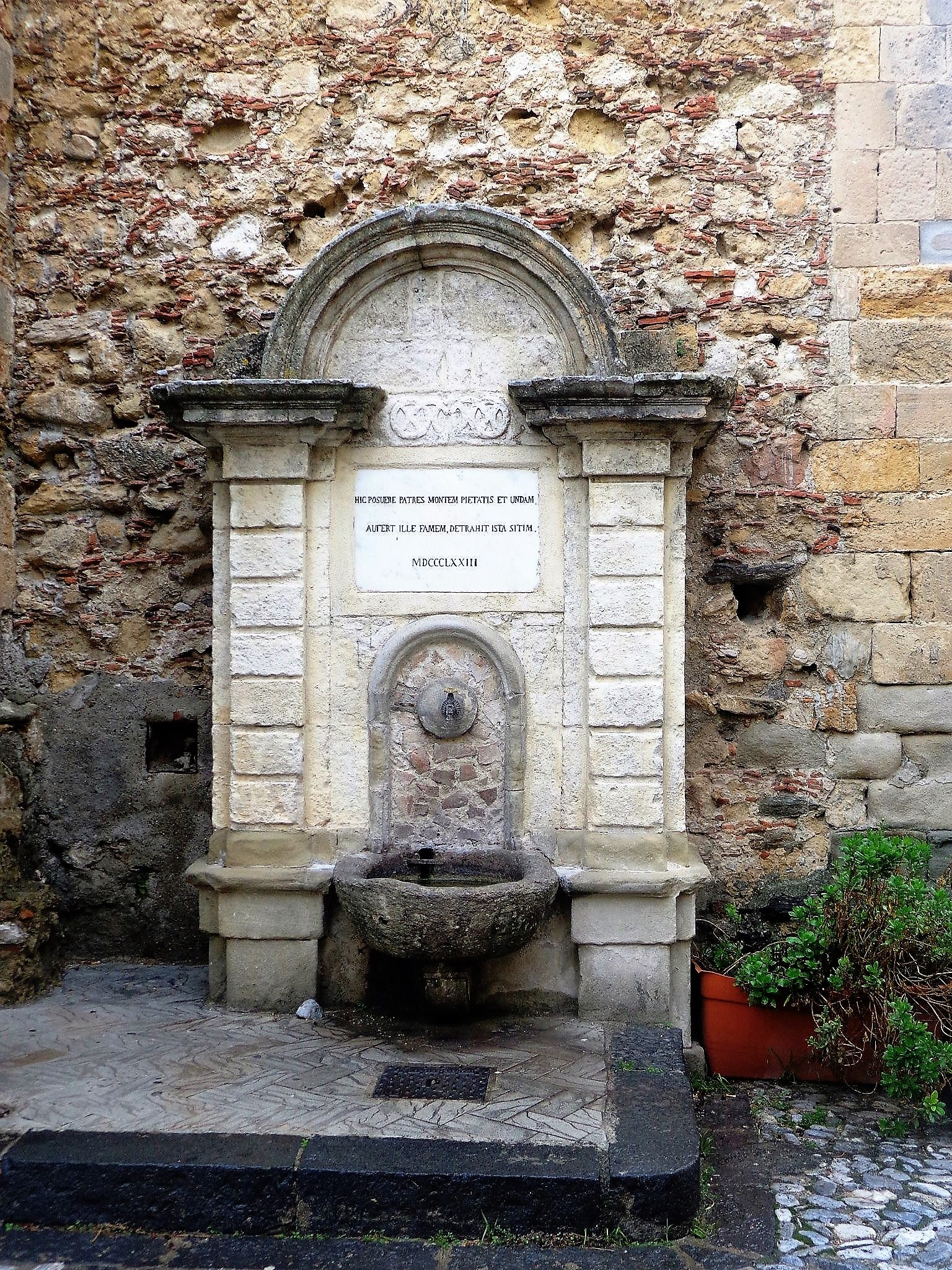
Fontana di Piazza Peculio.

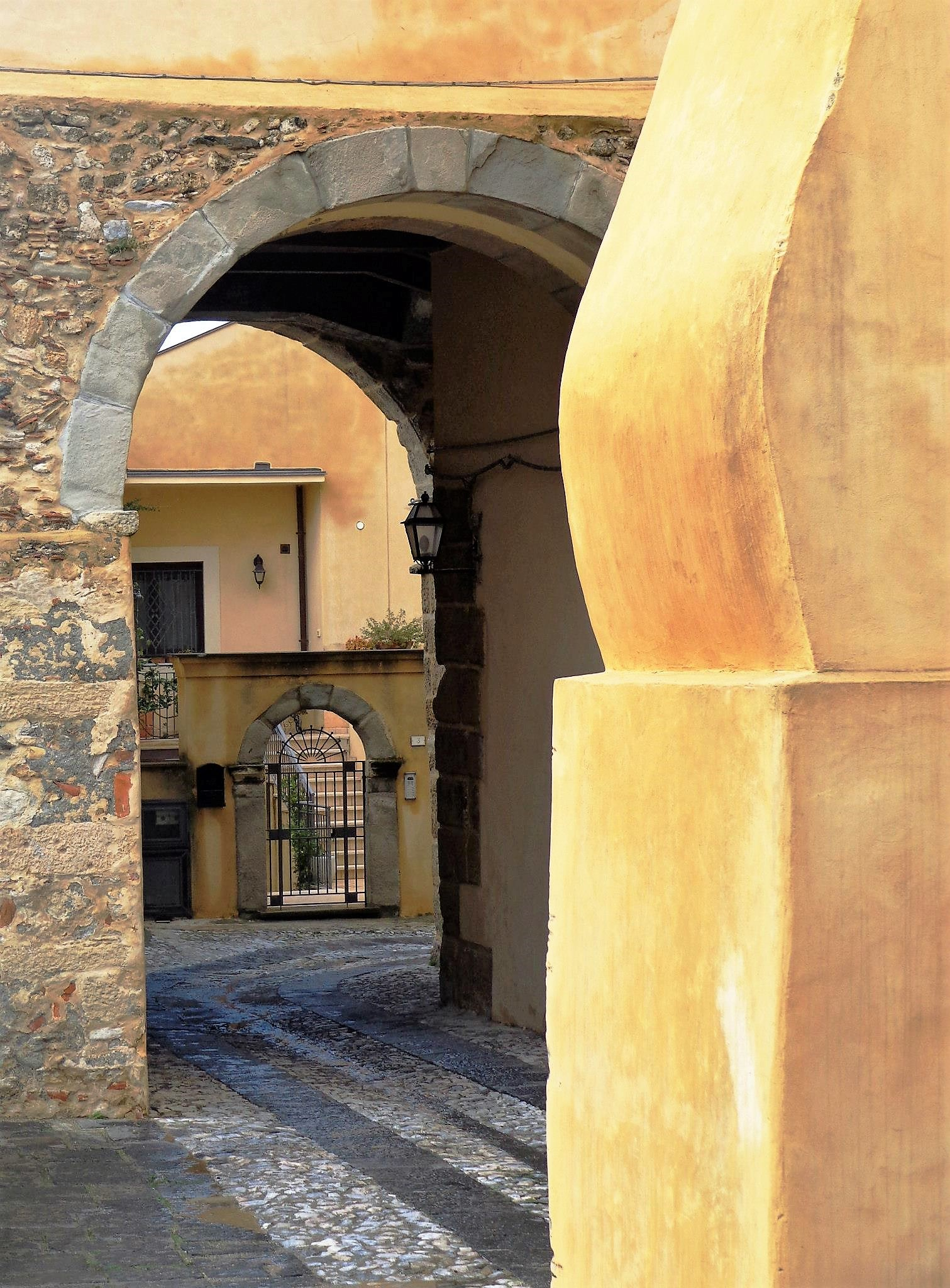
Sottopassaggio duomo.

- Castello di Castroreale o Torre di Federico II del XII secolo ultima vestigia del castello menzionato nel diploma del 1324. Ricostruzione e potenziamento di fortificazione d'epoca normanna.[14][41]
- Arco monumentale. Rudere di primitiva sinagoga ubicato alle spalle del Monte di Pietà, testimonianza della comunità ebraica locale. Insieme al quartiere della Giudecca, via della Giudecca, via della Moschita (già via degli Uffici e oggi intitolata a Guglielmo Siracusa, corruzione o improprio richiamo a moschea araba), retaggio architettonico e antica toponomastica riferiti approssimativamente al territorio della giurisdizione parrocchiale della chiesa del Santissimo Salvatore, con particolare riferimento all'antico aggregato francescano delle clarisse di Santa Maria degli Angeli.
- 1581, Monte di Pietà. All'istituzione è associata la Confraternita di San Leone, detta degli «Azzurri» o del «Monte di pietà», in seguito fusa con la Confraternita del Santissimo Sacramento attestata presso la chiesa madre.
- Porta Rainieri, varco d'accesso posto a tramontana. Uno dei quattro varchi d'accesso documentati assieme alla Porta delle Legna, Porta del Castello, Porta di Cristino.[42]
- 1924, Palazzo Peculio, sede degli uffici comunali.
- Campo agrario e ospedale Regina Elena, istituzioni documentate.

## Società

### Evoluzione demografica
Abitanti censiti

## Cultura

### Musei
- Museo Civico istituito presso il convento dei Padri Filippini.
- Pinacoteca di Santa Maria degli Angeli istituita presso l'omonima chiesa.

Questi due edifici custodiscono pregevoli opere di pittura, scultura e arti figurative provenienti da varie chiese non più dedicate al culto o rovinate a causa dei sismi verificatisi nella zona nel corso del tempo.
- Piccolo Museo della Moto.
- Planetario.

### Cucina
- Biscotto d Badissa o Biscotto Castriciano. Biscotto tipico e caratteristico di antichissima tradizione, la cui ricetta e preparazione era legata all'attività delle suore clarisse del monastero di Santa Maria degli Angeli. Alla conoscenza, diffusione del prodotto è dedicata la Sagra del Biscotto Castricianu.

### Eventi
- Festa del Santissimo Crocifisso. Appuntamenti della Settimana Santa e 23, 24 e 25 agosto.
- Castroreale jazz. Rassegna di musica jazz.

## Geografia antropica

### Località del territorio
Dell'attuale territorio comunale fanno parte anche i centri abitati delle frazioni di:
- Crizzina o Cristina. L'insediamento originario del casale avviene sulle sponde del torrente omonimo, poi riedificato più a monte.
- Bafia.[39][44] Sin dall'antichità sono noti i numerosi depositi di argilla utilizzata per la costruzione di manufatti in terracotta e i cospicui giacimenti di pirite e calcopirite, delle contrade Carbone e Pumia. Nell'area sono presenti insediamenti preistorici siculi e sicani. Testimonianze greche la denominano Bafeion: "la tintoria", per l'arte del tingere i tessuti, attività verosimilmente adottata dalla comunità ebraica insediata nel territorio, tramandata e praticata nel paese fino ai primi decenni del secolo scorso. L'alluvione del 1880 distrusse il monastero dell'Ordine basiliano, istituzione religiosa fondata nella località di Santa Venera del Bosco.
- Catalimita.[45][46] Il borgo è situato a sud di Castroreale presso la strada rotabile che porta a Bafia. Il nome di radici greco - latina indicava una località antica posta sulle alture meridionali all'estremo limite della Valle Cristina o Crizzina. Ex feudo dei baroni Moleti ricco di corsi d'acqua e mulini medievali.
- Piscopo. Ex feudo dei baroni Moleti.
- Protonotaro (Santa Domenica).[47] Nell'area sorgeva la città sicana fortificata di Monte Sant'Onofrio. Del periodo bizantino è pervenuta una tomba costruita ai piedi della rupe tufacea sulla quale in seguito è stato edificato l'attuale abitato. L'origine storica di Protonotaro così chiamato dal cognome dei principi di Partanna, risale a Normanni (1091). Su un pianoro posto a nord del paese, è stato scoperto un insediamento d'epoca romano - bizantina. Ex feudo baronale della famiglia Agliata dei principi di Villafranca, vanta l'antica dimora fortificata.[38]
- Porticato. Sulla strada provinciale che da Castroreale scende verso la frazione Protonotaro, una biforcazione porta al torrente Patrì e conduce al borgo di Porticato. Da alcuni anni è stata avviata una intensa attività agrituristica. Sono documentati antichi mulini.
- Sant'Andrea. Ex feudo dei baroni Moleti.

Del comune fanno parte anche le frazioni o località di Caruso, Case Nuove, Case sparse, Malasà, Molinonero, Santa Croce, Serro Murga, Simigliano.

## Amministrazione
Di seguito è presentata una tabella relativa alle amministrazioni che si sono succedute in questo comune.
| Periodo          | Periodo          | Primo cittadino     | Partito                     | Carica  | Note   |
| ---------------- | ---------------- | ------------------- | --------------------------- | ------- | ------ |
| 21 giugno 1988   | 7 giugno 1993    | Elio Anastasio      | Partito Socialista Italiano | Sindaco | [ 48 ] |
| 7 giugno 1993    | 1º dicembre 1997 | Tindaro De Pasquale | Democrazia Cristiana        | Sindaco | [ 48 ] |
| 1º dicembre 1997 | 28 maggio 2002   | Tindaro De Pasquale | lista civica                | Sindaco | [ 48 ] |
| 28 maggio 2002   | 15 maggio 2007   | Alessandro Portaro  | lista civica                | Sindaco | [ 48 ] |
| 15 maggio 2007   | 8 maggio 2012    | Salvatore Leto      | lista civica                | Sindaco | [ 48 ] |
| 8 maggio 2012    | in carica        | Alessandro Portaro  |                             | Sindaco | [ 48 ] |

### Gemellaggi
- Collio

### Altre informazioni amministrative
Il comune di Castroreale fa parte della regione agraria n.9 (Colline litoranee di Milazzo).